# Légion étrangère
Die Légion étrangère (Aussprache [leʒjõetʁãˈʒɛːʁ]; deutsch Fremdenlegion) ist ein Großverband des französischen Heers und die Fremdenlegion Frankreichs. In der Fremdenlegion dienen Freiwillige aus über 150 Nationen als Zeitsoldaten. Die Fremdenlegionäre sind in ihrem Mannschaftskern aus dem nichtfranzösischen Ausland angeworben. Im Sinne des Völkerrechts gelten sie als reguläre Soldaten der französischen Armee.
Die französische Fremdenlegion wurde am 10. März 1831 auf Initiative von Kriegsminister Nicolas Jean-de-Dieu Soult durch einen Erlass von König Louis-Philippe I. gegründet und diente zunächst der Eroberung und Absicherung der Kolonien Frankreichs in Afrika, mit der zu dieser Zeit in Algerien begonnen wurde (später Französisch-Nordafrika; Kämpfe bis in die 1920er-Jahre). Sie untersteht seit ihrer Gründung unmittelbar dem jeweiligen französischen Staatsoberhaupt, in der Französischen Republik also dem Staatspräsidenten.
Die Truppe umfasste Anfang der 1960er-Jahre, gegen Ende des Algerienkriegs, bis zu 35.000 Mann und wurde danach kontinuierlich, letztmals in den Jahren 2011–2013 bedingt durch Sparmaßnahmen des französischen Staates auf dem Militärsektor, auf eine zwischenzeitliche Stärke von 6.700 Mann reduziert. Bedingt durch die weltpolitische Lage (Terroranschläge in Europa, IS usw.) wurde beschlossen, die Mannschaftsstärke stufenweise zwischen 2015 und 2018 wieder auf 10.000 Mann anzuheben. Inklusive 1.500 Mann in teilaktiven Reserveeinheiten und zivilem Personal verfügt die Fremdenlegion über eine Gesamtstärke von 10.500 Mann, davon 9.000 Legionäre in den aktiven Einheiten.
Das Offizierskorps der Legion besteht seit jeher grundsätzlich aus Franzosen. Bis in die Zeit des Zweiten Weltkriegs gab es jedoch Offiziere mit ausländischen Patenten. Heute gelten besondere Regelungen für die Verwendung als Offizier mit ausländischer Staatsbürgerschaft. Laut einer Ansprache von Colonel Morellon haben in der Légion Étrangère seit der Gründung bis Ende der 1980er Jahre mehr als 600.000 Mann aus aller Welt gedient. Über 36.000 kamen in diesem Zeitraum bei Einsätzen ums Leben.

## Geschichte

### 1831 bis 1914

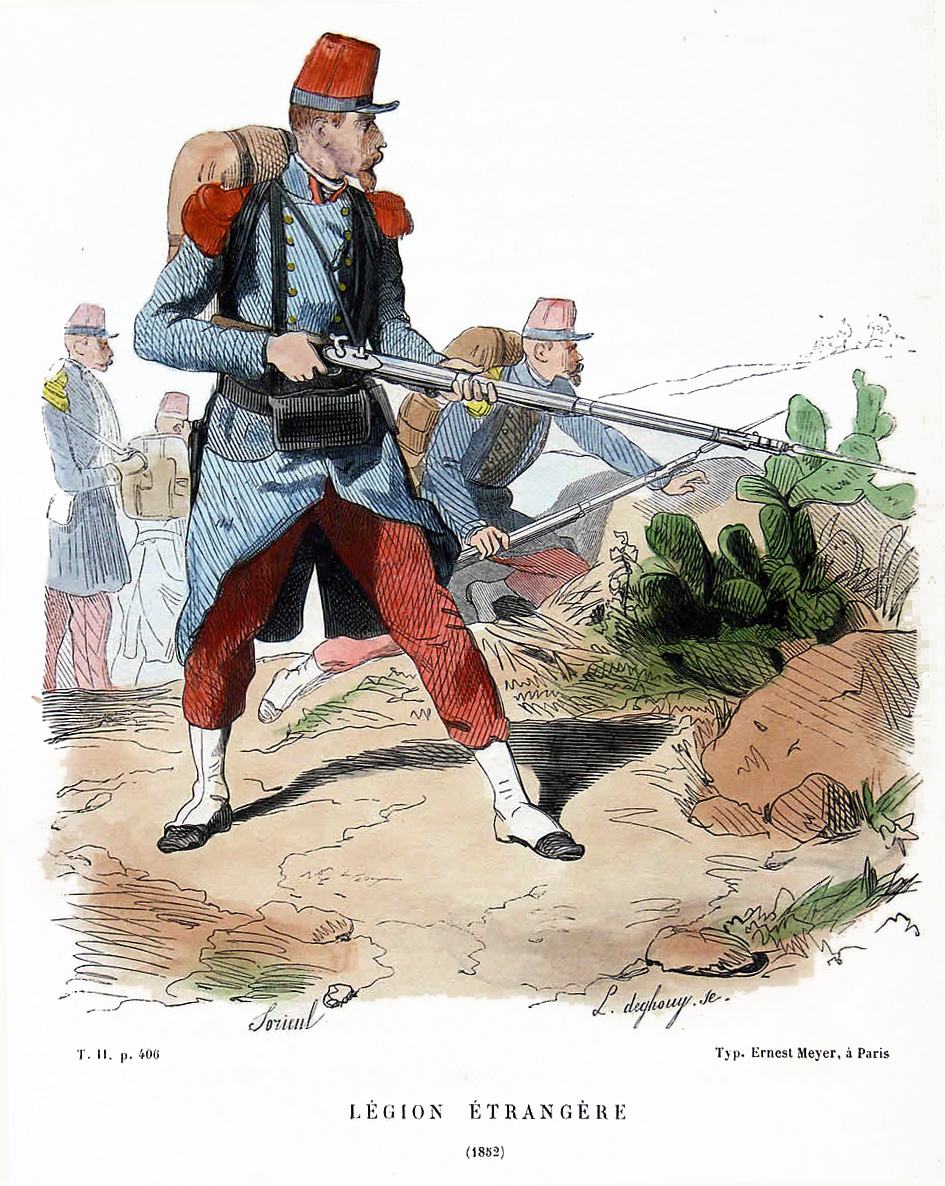
Légion Étrangère, 1852

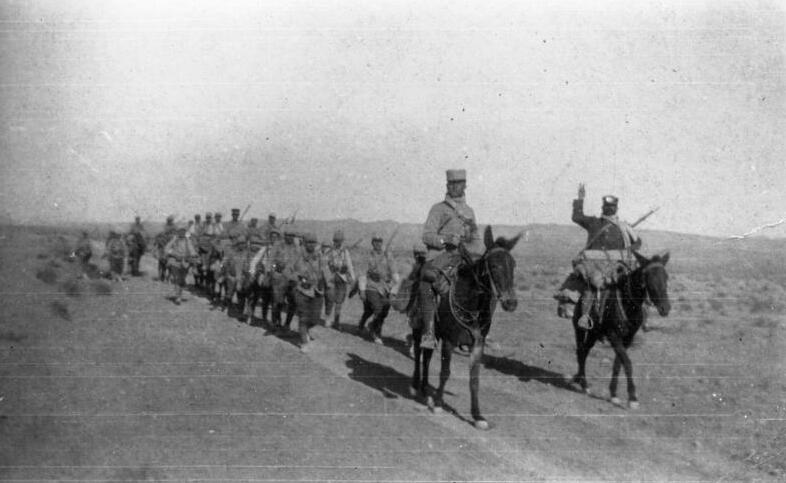
Fremdenlegionäre, 1920

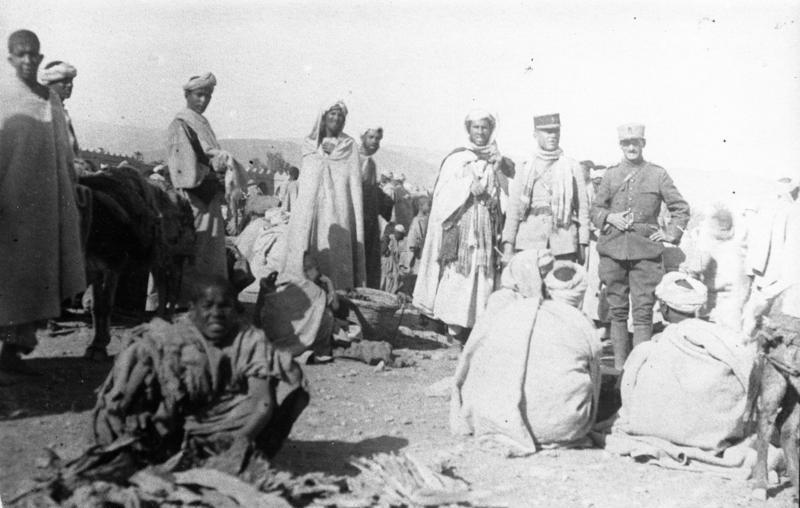
Fremdenlegionäre in Marokko ca. 1920

Die Fremdenlegion steht in einer bis ins 19. Jahrhundert zurückreichenden französischen Tradition, ausländische Truppen in Dienst zu nehmen. Sie wurde 1831 in der Nachfolge verschiedener Fremdenregimenter des Königreichs Frankreich ins Leben gerufen. Eines dieser Regimenter war das Régiment de Hohenlohe (Regiment Hohenlohe) ab 1816 unter dem Kommando von Ludwig Aloys von Hohenlohe-Bartenstein, der für seine Verdienste mit dem in französischen Adel höchsten Titel „Pair“ ausgezeichnet wurde. Dieses Regiment im Dienste französischer Royalisten zur Zeit der französischen Revolutionskriege wurde später von König Charles X. übernommen. Der erste Kommandant war der Schweizer Christoph Anton Stoffel aus Arbon.

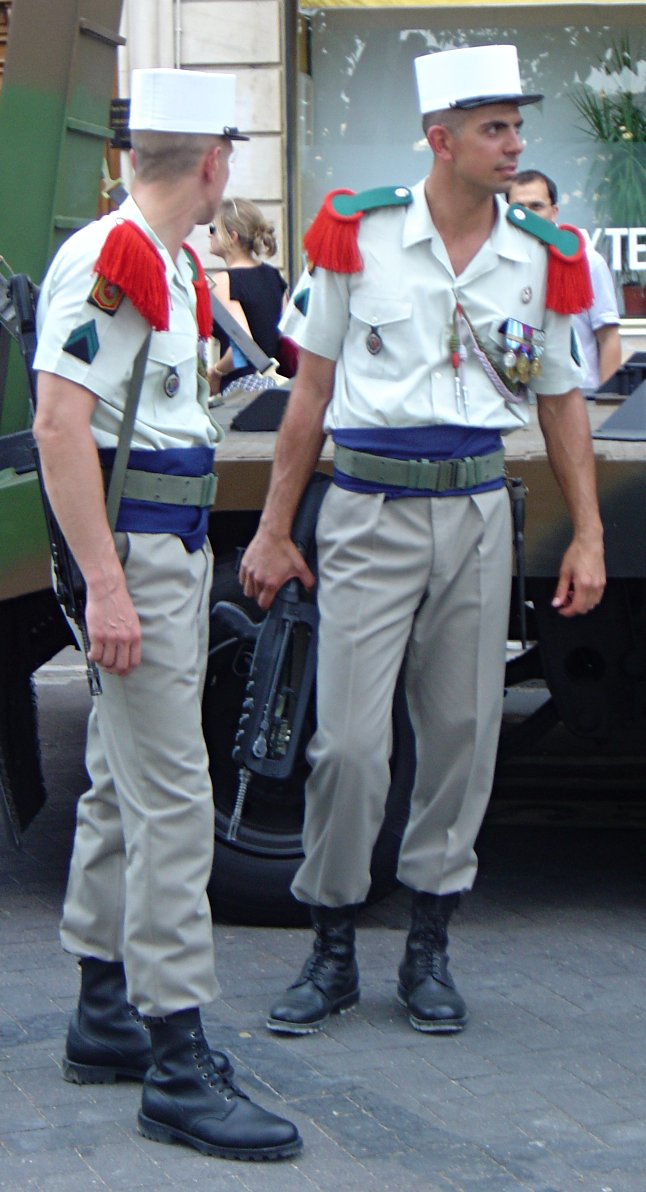
Fremdenlegionäre des 1er Régiment Étranger de Cavalerie in der traditionellen Paradeuniform

Für die geplante Kolonialisierung Algeriens brauchte Frankreich Truppen. Damals hatten sich viele Ausländer in Frankreich, überwiegend in Paris, angesiedelt. Mit der Aufstellung der Legion bekam König Louis Philippe die nötigen Soldaten und konnte zugleich eine beargwöhnte Bevölkerungsschicht reduzieren. Deshalb ließ er am nächsten Tag per Dekret das Gesetz vom 9. März 1831 (la Loi du 9 mars 1831) offiziell bestätigen, wonach die Fremdenlegion nur außerhalb der kontinentalen Grenzen des Königreichs eingesetzt werden durfte. Am 17. April 1832 erlebte die Fremdenlegion bei einem Gefecht um Maison-Carrée in der Nähe von Algier ihre Feuertaufe. Die Einheit zählte zu diesem Zeitpunkt etwa 6000 Mann, davon 40 Prozent Deutsche und Schweizer. Innerhalb von nur drei Jahren verlor die Legion bei den Kämpfen in Nordafrika 3200 Mann, die starben, desertierten oder aus gesundheitlichen Gründen entlassen werden mussten.
Der nächste Einsatz der Fremdenlegion, parallel zur weiteren Eroberung Algeriens, fand in Europa statt, im Ersten Karlistenkrieg in Spanien. In diesem bis 1840 dauernden Thronfolgekrieg unterstützten Frankreich und Großbritannien ab 1835 die „liberale“ Königin Isabella II. gegen den karlistischen Prätendenten Carlos. Großbritannien entsandte eine neu aufgestellte „Auxiliary Legion“ nach Spanien, die anfangs aus etwa 10.000 Freiwilligen bestand, Frankreich überließ Isabella per Vertrag die Fremdenlegion. In beiden Kontingenten kämpfte eine beträchtliche Anzahl von Exilpolen, die nach dem gescheiterten Aufstand von 1830/31 in die beiden westlichen Großmächte geflohen waren und deren Eintritt in die Truppen für den spanischen Thronfolgekrieg nun in beiden Staaten aktiv unterstützt wurde. Im Karlistenkrieg kam die erste Generation von Fremdenlegionären fast vollständig ums Leben. Nur 250 von ursprünglich 6000 Mann kehrten im Januar 1839 nach Frankreich zurück.
Um den nach wie vor nach Frankreich strebenden Flüchtlingsstrom zu kanalisieren und gleichzeitig den Truppenbedarf in Nordafrika zu befriedigen, hatte die französische Regierung schon im Jahr 1836 eine „Nouvelle Légion“ aufgestellt. Die Einheit gelangte hauptsächlich bei der weiteren Unterwerfung Algeriens zum Einsatz. Erst Ende der 1840er Jahre gelang es den Franzosen nämlich, den algerischen Guerilla-Widerstand unter Abd el-Kader in einem Vernichtungskrieg zu brechen, der Massaker, verbrannte Erde und Deportationen einschloss und die algerische Bevölkerung um 15 bis 30 Prozent dezimierte. Die in diesem „asymmetrischen“ Krieg von den Franzosen angewandten Methoden sollten bis ins Zeitalter der Dekolonisation nach 1945 die Imperialkriegführung kennzeichnen, und in aller Regel spielte die Fremdenlegion dabei eine wesentliche Rolle.
Am 5. November 1854 nahm die Legion im Krimkrieg an der Schlacht von Inkerman teil. Die Fremdenlegion kam in den meisten französischen Kolonialkriegen zum Einsatz.
Im Sommer 1870 begann der Deutsch-Französische Krieg. Aus vielen Ländern kamen Freiwillige in die Rekrutierungsstellen der Fremdenlegion entlang der Staatsgrenzen, um sich der Fremdenlegion anzuschließen und das Kaiserreich Frankreich zu verteidigen.
Ab 1883 wurde die Legion auch in Übersee eingesetzt. Sie war an allen wichtigen Schauplätzen von Frankreichs Interessenpolitik vertreten. Insbesondere sind dies Tonkin (bis 1976 Nordvietnam, heute Vietnam, 1883–1940), Formosa (heute Taiwan, 1885), Französisch-Sudan (1892–1893), Dahomey (heute Benin, 1892–1894), Siam (1893–1897), Madagaskar (1895–1905) sowie Marokko (1900–1934).
Der Ruf der Legion schon zu dieser Zeit lässt sich anhand einer Aussage des Generals Joseph Gallieni verdeutlichen, der bestimmt war, das Expeditionskorps auf Madagaskar zu führen:

Ich verlange, dass mir 600 Mann der Fremdenlegion mitgegeben werden, um – sollte es so weit kommen – ehrenvoll und angemessen fallen zu können.

Die Legion stellt heute, mit dem ehemaligen „Régiment de Marche de la Légion Etrangère“ (RMLE) das 3. Infanterie-Fremdenregiment (3. REI), das höchstdekorierte Regiment der französischen Streitkräfte. Die Soldaten des Régiment d’Infanterie Coloniale du Maroc (RICM) erhielten genauso viele Auszeichnungen wie das 3. REI, existiert aber heute nicht mehr in seiner ursprünglichen Form mit der Rekrutierungsbasis in Marokko, und besteht heute als ‚Régiment d’infanterie-chars de marine‘ als leichtes Panzerregiment.

### Erster Weltkrieg
Bei Ausbruch des Krieges war der größte Teil der beiden damals bestehenden Regimenter der Fremdenlegion mit Bauarbeiten in Französisch-Marokko beschäftigt. Die Mehrheit dieser aus Zentraleuropa stammenden Legionäre wurde allerdings nicht an der Westfront und anderen Fronten in Europa eingesetzt, sondern verblieb in Französisch-Marokko, um dort Bauarbeiten sowie die Befriedung des unruhigen Protektorats weiter voranzutreiben.
Nachdem die französischen Truppen in Marokko (die zum Großteil aus Legionären bestanden) am 13. November 1914 bei Khénifra gegen aufständische Berber eine schwere Niederlage mit mehr als 600 Toten erlitten hatten, wurden weitere fünf Marschregimenter aufgestellt. Diese Regimenter, in denen 42.883 Freiwillige aus 52 Nationen dienten (zum größten Teil Russen, Italiener, Schweizer, Belgier und Briten), die sich seit August 1914 in Frankreich oder in französischen Kolonien für die Fremdenlegion beworben hatten, waren nun auch im Ersten Weltkrieg in Europa vorgesehen.
Die fünf Regimenter verloren bis zum November 1915 viel Personal, allerdings weniger durch Kampfeinsätze als durch die Rückkehr der meisten Freiwilligen aus der Zeit des Kriegsbeginns in ihre Herkunftsländer. Aus diesem Grund befahl Kommandeur Rollet am 11. November 1915 die Reorganisation und Zusammenfassung aller an der Westfront eingesetzten Legionseinheiten im Régiment de Marche de la Légion Etrangère (RMLE), das in weiter Folge in der Lorettoschlacht, in der Schlacht um Verdun und in der Schlacht an der Somme eingesetzt wurde und am Ende des Krieges 1918 das am zweithöchsten dekorierte Regiment der französischen Armee sowie das höchstdekorierte Regiment der Fremdenlegion war.
Insgesamt fielen im Ersten Weltkrieg 5172 Angehörige der Legion. Nach 1918 war die Legion bis zum Anfang der 1930er Jahre weiterhin intensiv mit der Bekämpfung aufständischer Stämme in Marokko beschäftigt, diese Auseinandersetzungen erreichten Mitte der 1920er Jahre im Rifkrieg bzw. Zweiten Marokkanischen Krieg ihren Höhepunkt.

### Zweiter Weltkrieg
Zwischen dem Beginn des Zweiten Weltkriegs 1939 und dem deutschen Angriff 1940 wuchs die Legion erneut stark an. Ähnlich wie im Ersten Weltkrieg wurden mehrere Regimenter aus internationalen Kriegsfreiwilligen neu aufgestellt, darunter viele Emigranten und politisch Verfolgte aus dem deutschen Machtbereich. Verfolgte des NS-Regimes fanden in der Légion étrangère eine neue Heimat.
Der erste größere Einsatz fand im Frühjahr 1940 in der Schlacht um Narvik statt. Abgesehen von altgedienten Kadern fanden Deutsche und Österreicher keinen Einsatz in Frankreich. Nach der Niederlage vom Juni 1940 schlug sich ein Teil der Legion, darunter die 13. Halbbrigade (13e DBLE), auf die Seite des Freien Frankreich von Charles de Gaulle. Der größte Teil verblieb in Nordafrika, das dem Vichy-Regime Philippe Pétains unterstand oder in der Levante (Syrien/Libanon), wo es 1941 zu Kämpfen gegen die Briten kam. Das 5. Regiment war infolge der Besetzung der Kolonie durch Japan ab 1940/41 in Indochina isoliert. Nach der angloamerikanischen Landung in Nordafrika Ende 1942 kämpften freifranzösische Legionseinheiten im Tunesienfeldzug, in Italien und bei der Befreiung Westeuropas ab 1944 bis Kriegsende 1945 (Normandie und im Rahmen der 1. Armee).
Aus ehemaligen deutschen und österreichischen Fremdenlegionären bildete die deutsche Wehrmacht am 15. Juni 1941 ein Regiment „zur besonderen Verwendung“. Das verstärkte Afrika-Regiment 361 (um die leichte Afrika-Artillerie-Abteilung 361) war Teil der 90. leichten Afrika-Division. Die kombinierte Infanterie-Artillerie-Einheit war anfangs als Bewährungstruppe konzipiert, in dem die zuvor vom NS-Regime verfolgten einstigen Legionäre ihre „Wehrwürdigkeit“ wiedererlangen konnten. Nach mehreren Umbenennungen wurde das Regiment im Mai 1943, während des Tunesienfeldzugs, vernichtet.

### Indochinakrieg

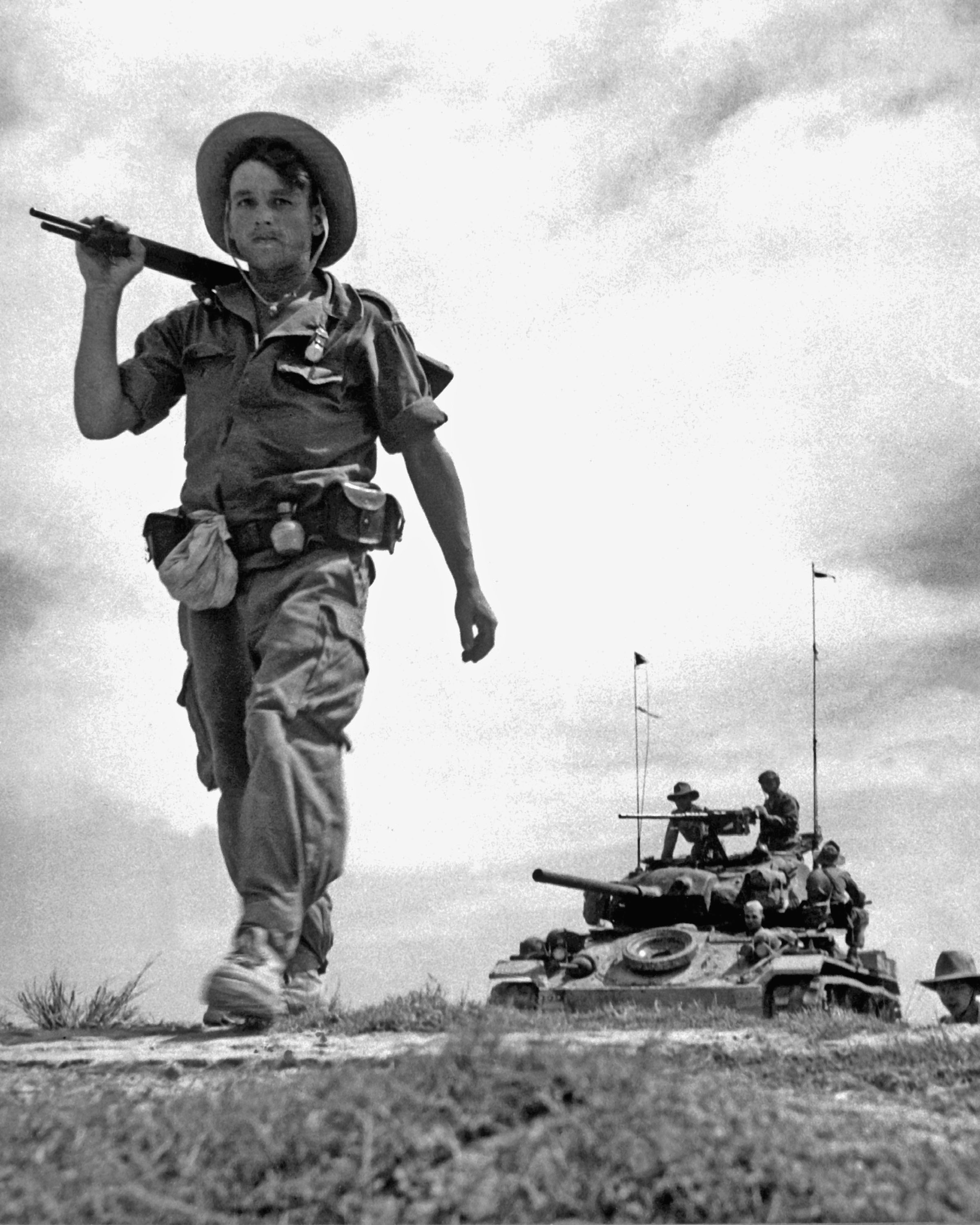
Fremdenlegionär marschiert vor einem M24-Chaffee-Panzer in Indochina (1954)

Bald nach 1945 sah sich Frankreich mit dem Problem der Dekolonisation konfrontiert. Seit 1946 kam es in Indochina zu kriegerischen Auseinandersetzungen mit der kommunistischen Unabhängigkeitsbewegung Việt Minh. Aufgrund politischer Erwägungen kamen dort nur Zeit- und Berufssoldaten der französischen Armee, Elitetruppen wie die Legion und die neuen Fallschirmjägereinheiten sowie nord- und schwarzafrikanische Einheiten neben indochinesischen Hilfstruppen zum Einsatz. Die Legion gehörte zu den am stärksten involvierten Einheiten und verzeichnete in Indochina die schwersten Verluste, die sie jemals in einem Krieg hinzunehmen hatte – mehr als 11.000 Tote. Gleichzeitig wurde Indochina für zahlreiche Fremdenlegionäre zur „zweiten Heimat“, da sie sich dort wegen des hohen Solds Opium und Geliebte (congaï) leisten konnten. 1954 erlitt die Legion in der Schlacht von Điện Biên Phủ ihre schwerste Niederlage, die mythische Überhöhungen fand.

„Die Überlebenden von Điện Biên Phủ erzählten von der Schlacht, vom Versagen der Führung, von der schrecklichen Überraschung, als plötzlich Artilleriefeuer auf ihre unzureichenden Stellungen trommelte. Ein Thai-Bataillon war sofort übergelaufen. Die übrigen farbigen Truppen hatten sich passiv verhalten und Deckung gesucht. Wirklich gekämpft bis zum letzten Erdloch und bis aufs Messer hatten lediglich die französischen Fallschirmjäger und die Fremdenlegionäre, zu 80 % Deutsche, seien zum Sterben angetreten wie in einer mythischen Gotenschlacht.“

### Algerienkrieg

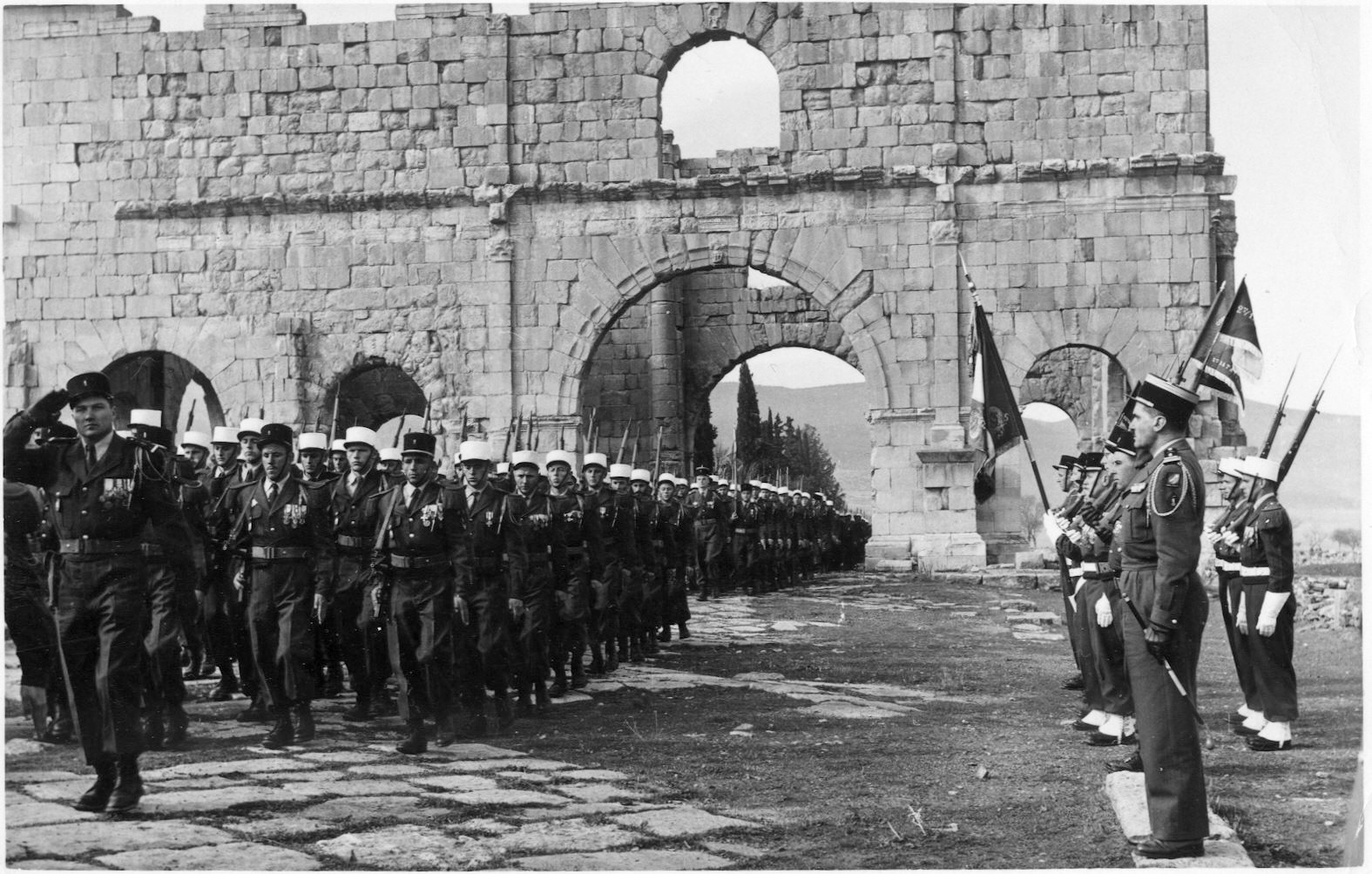
Die 13. Demi-Brigade der Fremdenlegion bei einer Parade in Algerien (um 1958)

Kurz nach dem Ende des Indochina-Konflikts war die Legion im ab Herbst 1954 entbrannten Algerienkrieg mit ihren gesamten Kräften engagiert. Zahlenmäßig fiel sie innerhalb der mehrere hunderttausend Soldaten umfassenden französischen Algerienarmee noch weniger ins Gewicht als in Indochina, war aber zusammen mit den Fallschirmjägereinheiten (Réserve génerale) erneut überproportional an den Operationen gegen die Unabhängigkeitskämpfer, diesmal der algerischen ALN, beteiligt. Mit der Schlacht von Algier 1957 beginnend, brachten die Franzosen ihre technisch-zahlenmäßige Dominanz über die Jahre 1959/60 (Challe-Plan) zur Geltung; der algerische Widerstand hatte der Übermacht nahezu nichts mehr entgegenzusetzen.
Die dabei im Rahmen der sogenannten Französischen Doktrin eingesetzten Methoden, unter anderem Folter und ungesetzliche Hinrichtungen von algerischen Verdächtigen, zogen jedoch massive innen- und außenpolitische Proteste nach sich. Parallel dazu entwickelte die Algerische Befreiungsfront eine auch publizistisch sehr wirksame Strategie, um Legionäre zur Desertion zu bewegen. Kopf dieser Bewegung war der aus Wiesbaden stammende Winfried Müller, besser bekannt unter dem Namen Si Mustapha-Müller.
Die massiven Proteste gegen die Praktiken der Fremdenlegion waren mit ausschlaggebend dafür, dass de Gaulle, trotz des nahen militärischen Sieges zunehmend dazu tendierte, Algerien seine Unabhängigkeit zu gewähren. An der Seite der Algerienfranzosen opponierte daraufhin eine Reihe französischer Offiziere, darunter einige Führer von Legionseinheiten, gegen diese Entwicklung. Die Legion war in den fehlgeschlagenen Generalsputsch von 1961 verwickelt und in Aktionen der Terrororganisation OAS. Zu dieser Zeit schien eine Auflösung des Verbands im Bereich des Möglichen; dieses Los traf jedoch nur das 1. Fallschirmjägerregiment/1er REP. Bis 1966 waren Legionseinheiten von der Teilnahme an der traditionellen Militärparade auf der Avenue des Champs-Élysées zur Feier des 14. Juli ausgeschlossen.
Nach 1945 waren mehr als ein Drittel bis über die Hälfte der Legionäre Deutsche bzw. deutschsprachig (der Höhepunkt dieser Entwicklung war gegen Ende des Indochinakriegs erreicht), 2006 waren es nur noch rund zwei Prozent. Derzeit stellen Osteuropäer mit rund einem Drittel die größte Gruppe der Legionäre, gefolgt von einem Viertel Südamerikaner. Rund ein Fünftel der Fremdenlegionäre sind in Wirklichkeit Franzosen, die mit einer neuen Identität ausgestattet wurden und fortan als Kanadier, Belgier, Schweizer, Luxemburger oder Monegassen dienen.

### Weitere Einsätze im 20. Jahrhundert und frühen 21. Jahrhundert
1976 brachten bewaffnete somalische Unabhängigkeitskämpfer, die von der Regierung Somalias unterstützt wurden, in Loyada einen Bus mit Kindern in ihre Gewalt und verschleppten sie als Geiseln nach Somalia. Damit wollten sie die Unabhängigkeit der französischen Kolonie erpressen. Die Fremdenlegion und die Groupe d’intervention de la gendarmerie nationale beendeten die Geiselnahme, bei der zwei Kinder ums Leben kamen. Im Jahr 1978 befreite die Fremdenlegion während der Schlacht um Kolwezi 2000 europäische Geiseln aus der Hand von Rebellen. Im Jahr 1997 war die Legion an der Evakuierung von Europäern aus Brazzaville beteiligt. 1991 beteiligte sich die Legion am Zweiten Golfkrieg. Weitere Einsätze erfolgten im Rahmen von NATO- und UN-Missionen in Kambodscha, im Bosnienkrieg (1992 und 1993 im Rahmen der UNPROFOR), Ruanda, Mali, Somalia, Afghanistan und Kosovo.
Im Jahr 2013 zog die Legion aus dem strategisch wichtig gelegenen Dschibuti am Horn von Afrika ab.
Nach den Terroranschlägen in Paris im Jahr 2015 patrouillieren Legionseinheiten im Rahmen der Inlandoperation Sentinelle in französischen Städten.

### Jüngere Vergangenheit und Gegenwart
Im Jahr 2021 und 2022 endete für die Fremdenlegion ihr Kampf gegen Jihadisten in der Sahelzone (im Rahmen der Opération Barkhane). Nach dem Militärputsch in Niger 2023 zog die Fremdenlegion auch aus dem Niger, aus Burkina Faso und der Zentralafrikanischen Republik ab. Ihre Basen wurden dabei teilweise von Söldnern der Gruppe Wagner übernommen. In der Gegenwart sind noch zwei der neun Regimenter der Fremdenlegion in Übersee stationiert – in Französisch-Guayana und Mayotte.
Im Winter 2023 übte die Legion zusammen mit estnischen und britischen Truppen im Baltikum mehrere Monate lang die Interoperabilität im NATO-Kollektiv. Im Jahr 2024 sind Teile der Legion im Südlichen Libanon stationiert.

## Auftrag

Zwei Scharfschützen der Section tireurs d’élite (STE) des 2. REI der Fremdenlegion in Afghanistan (2005)

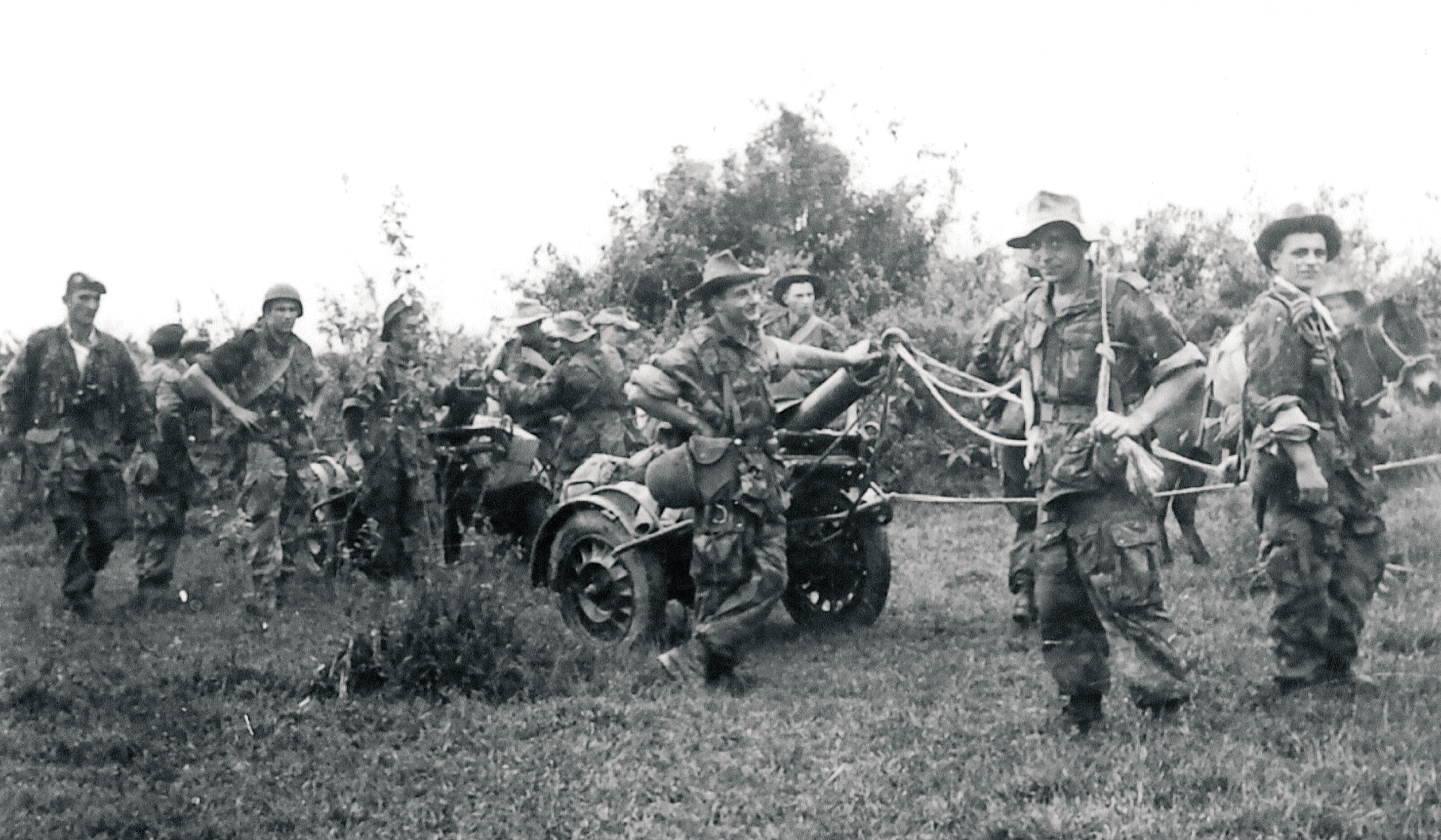
Legionäre der CEPML in Indochina (1953/1954)

Die Fremdenlegion wird weltweit dort eingesetzt, wo der französische Staat seine Interessen militärisch wahrt oder verteidigt, sei es mit UN-Mandat, unter NATO-Oberbefehl, mit EU-Mandat, um französische Staatsbürger aus Gefahr zu retten oder historischen Verpflichtungen aus der Kolonialzeit nachzukommen (Beispiel Elfenbeinküste). Dabei ist der Einsatz der Fremdenlegion völkerrechtlich nicht anders zu bewerten als der des Militärs anderer souveräner Staaten auch.
Die Ausrichtung und der militärische Zweck haben sich von der einstigen Kolonial- zu einer Kriseninterventionstruppe und schnellen Eingreifreserve gewandelt, die zum Teil über die besonderen Fähigkeiten von Spezialeinheiten verfügt, wie Kommandoeinsätze, Häuserkampf, Terrorismusbekämpfung und Fernaufklärung. Diese sind in den jeweiligen Kompanien und Kommandogruppen/-einheiten konzentriert, die wiederum bei Bedarf den französischen Sondereinsatzkräften (COS) unterstellt werden.
Viele Einheiten der Legion haben keine speziellen Namen und werden beim französischen Oberkommando nicht als Spezialeinheiten geführt. Vielmehr sind alle Einheiten der Legion als klassische Special Operations Capable (Fallschirm-/Infanterie-Spezialzüge) anzusehen.
Ständige Haupteinsatzgebiete finden sich in Kourou (Objektschutz), am Weltraumbahnhof in Französisch-Guayana sowie Mayotte.
Legionäre werden nicht mehr wie früher ausschließlich in Kriegen, sondern überwiegend zur Kriegsverhinderung im Rahmen von UN- oder NATO-Missionen (z. B. in Bosnien, Kosovo, Afghanistan), zur Friedenschaffung und -erhaltung, zur Rettung gefährdeter Menschen (wie 1976 bei der Schlacht um Kolwezi), zu humanitärer Hilfe, zur Wiederherstellung von Infrastruktur (z. B. im Libanon 2006) und zur Katastrophenhilfe (z. B. nach dem Tsunami 2004 in Südostasien) eingesetzt.

## Organisation
2022 betrug die Gesamtpersonalstärke der Legion 10.500 Mann inklusive 1.500 Mann in teilaktiven Reserveeinheiten und Zivilangestellte.
Sie besteht aus neun Regimentern, wobei die Bezeichnung Regiment historische Hintergründe hat und nicht den bei anderen Regimentern üblichen Stärken und Gliederungsverhältnissen entspricht. Die 13e DBLE und das 2° REP sind die personalstärksten Regimenter der Fremdenlegion mit jeweils etwas mehr als 1.300 Mann. Das 2° REI folgt mit fast 1.300 Mann.
Mitte der 1990er Jahre befanden sich sechs der neun Regimenter in Frankreich und waren größtenteils dem regulären französischen Heer unterstellt und Teil der schnellen Eingreiftruppe FAR (Force d’action rapide), heute: CFAT (Commandement de la force d’action terrestre). Heute befinden sich nur noch zwei Regimenter der Fremdenlegion dauerhaft außerhalb des französischen Mutterlandes. Es handelt sich um das 3° REI in Französisch-Guayana und das 5° RE (bis 31. Mai 2024 DLEM) auf der Insel Mayotte im Indischen Ozean. Sowohl Französisch-Guayana als auch Mayotte sind jedoch als sog. Überseedepartements (Départements d’outre-mer) politisch gesehen Teil von Frankreich und damit auch der EU. Mayotte hat diesen Status seit einer Volksabstimmung im Jahr 2011. Dadurch und durch die Rückverlegung der 13e DBLE nach Frankreich im Jahr 2015 ist zum ersten Mal in der Geschichte der Fremdenlegion, seit ihrer Stationierung in Algerien (Hauptquartier in Sidi bel Abbes ab 1843), der Umstand eingetreten, dass kein einziges Regiment mehr dauerhaft im „Ausland“ stationiert ist.
Die Militärpolizei (Police Militaire) war bis Juli 2011 an jedem Standort vertreten und wurde von Angehörigen der Legion gestellt. Ihre Angehörigen trugen links eine Armbinde mit den weißen Lettern PM auf rotem Grund. Durch Verordnung vom 29. Juni 2011 wurde speziell für die Legion die Patrouille de la Légion Étrangère (PLE) geschaffen, die innerhalb der Legion die bisherigen Aufgaben der PM übernahm, jedoch allgemein weit weniger Befugnisse hat, als die klassische PM der französischen Armee, die außerhalb der Legion weiterhin besteht. Beispielsweise sieht man bei der Verladung von Militärfahrzeugen der Legion auf einen Zug, sowie beim entsprechenden Konvoi von der Kaserne zum Bahnhof und/oder zurück, sowohl Angehörige der PLE als auch der klassischen PM, da nur letztere verkehrspolizeiliche Befugnisse hat und somit den Konvoi straßenverkehrsmäßig absichern darf (andere, zivile, Fahrzeuge stoppen/umleiten). Die Angehörigen der PLE tragen eine Armbinde mit den Lettern PLE auf grün-rotem Grund. Bis Juli 2011 hatten auch PM-Angehörige der Legion theoretisch (militärische) Polizeigewalt über Soldaten von Einheiten, die nicht zur Legion gehörten. Da dies politisch nicht mehr gewollt war, wurde die o. g. Änderung vorgenommen und eine eigene „Polizeitruppe“ für die Legion geschaffen.
Die 13e DBLE zog 2011 aus Dschibuti ab und wurde in die Vereinigten Arabischen Emirate verlegt. Der Stützpunkt befand sich in Abu Dhabi. In Dschibuti verbleibt das 5e Régiment interarmes d’outre-mer der französischen Armee, welches regelmäßig, wechselnd für jeweils vier Monate, durch zwei Kompanien der Fremdenlegion verstärkt wird (Compagnies tournantes), wie es auch schon bisher bei der 13e DBLE der Fall war. Die mehreren hundert Legionäre, die bedingt durch die Verkleinerung der 13e DBLE nicht mit in die Vereinigten Arabischen Emirate versetzt wurden, wurden auf andere Regimenter der Fremdenlegion in Frankreich und Übersee verteilt. 2015 zog die 13e DBLE aus Abu Dhabi ab und wurde zurück nach Frankreich ins Camp du Larzac (Caserne General de Castelnau) verlegt, wo sie seitdem neu aufgestellt und bis Ende 2018 erheblich vergrößert wurde. Die aktuelle Mannschaftsstärke (April 2021) beträgt 1.300 Mann, gegliedert in 8 Kompanien (Stabskompanie, 5 Kampfkompanien, Unterstützungskompanie, Reservekompanie). Auf Brigadeebene ist die 13e DBLE seit dem 29. Juni 2016 der 6° BLB (Brigade Légère Blindée) des französischen Heeres unterstellt, zu welcher auch das 1° REC, das 1° REG und das 2° REI der Fremdenlegion gehören, sowie das 1er Régiment de Spahis, das 3e Régiment d'artillerie de Marine und das 21e Régiment d'infanterie de Marine. Das Brigadekommando (6. Compagnie de Commandement et transmissions – 6° CCT) befindet sich in Nîmes in der Caserne Colonel de Chabrieres, in der auch das 2° REI stationiert ist.

### In Frankreich stationierte Regimenter
- 1. Fremdenregiment (1er RE) und Oberkommando der Fremdenlegion (COMLE), stationiert in Aubagne, rund 20 Kilometer östlich von Marseille
- 4. Fremdenregiment (4ᵉ RE), stationiert in Castelnaudary, Languedoc-Roussillon, Ausbildungsregiment für alle zukünftigen Fremdenlegionäre sowie Ausbildung der Unteroffiziere bis einschließlich zum Dienstgrad Sergent
  - Compagnie de Commandement et des Services (CCS) – Stabs- und Servicekompanie
  - Compagnie d'Instruction des Cadres (CIC) – Ausbildungskompanie für Caporaux und Unteroffiziere
    - Ferme Bertrandou - Ausbildungsfarm der CIC

  - Compagnie d'Instruction des Spécialistes (CIS) – Ausbildungskompanie für Spezialisten (Fahrer, Köche, Mechaniker, Informatiker etc.)
  - 3 Compagnies d'engagés volontaires (CEV) – Freiwilligen-Ausbildungskompanien mit je einer eigenen abgelegenen Ausbildungsfarm
    - Ferme Bel Air - Ausbildungsfarm der 1re CEV
    - Ferme Le Cuin - Ausbildungsfarm der 2ᵉ CEV
    - Ferme Raissac - Ausbildungsfarm der 3ᵉ CEV

  - Compagnie de réserve (CR) – Reservistenkompanie
- 1. Kavallerie-Fremdenregiment (1er REC, Panzer), stationiert im Camp de Carpiagne (Base de Defense de Marseille-Aubagne) zwischen Aubagne und Cassis
- 2. Infanterie-Fremdenregiment (2ᵉ REI), stationiert in Nîmes
  - STE: Panzer- und Personen-Scharfschützen
- 1. Pionier-Fremdenregiment (1er REG), stationiert in Laudun-l’Ardoise bei Nîmes
  - Compagnie de Commandement et de Logistique (CCL) – Stabs- und Logistikkompanie
  - Compagnie de Base et d’Instruction (CBI) – Basis- und Ausbildungskompanie (2003 aufgelöst und im April 2025 neu aufgestellt)[17][18]
  - 3 Compagnies de Combat mécanisées - Mechanisierte Kampfkompanien
  - Compagnie d'Appui (CA) - Unterstützungskompanie
    - Groupe de Plongeurs de Combat du Génie (GPCG), ehemals Détachement d'Intervention Nautique Opérationnel Subaquatique (DINOPS): Binnengewässer- und Strandaufklärer, Kampfschwimmer und -taucher
    - Groupe d'Élément Opérationnel de Déminage et Dépollution (EOD):  operative Minenräumung und Dekontaminierung

  - Compagnie de réserve (CR) – Reservistenkompanie
- 2. Pionier-Fremdenregiment (2ᵉ REG), stationiert in Saint Christol, Region Provence-Alpes-Côte d’Azur
  - Plongeurs Armée de Terre (PAT10): Binnengewässer- und Gebirgsaufklärer, Kampfschwimmer und Kampftaucher, umbenannt in Groupe de Plongeurs de Combat du Génie (GPCG)
  - GRIN: Minenräumung
  - Le Groupe recherche humaine du 2ᵉ REG (GRH2) umbenannt in Groupe Commando Montagne du 2ᵉ REG (GCM2): Gebirgskampfspezialisten und Späher
- 13. Halbbrigade der Fremdenlegion (13ᵉ DBLE), stationiert im Camp du Larzac (Zentralmassiv) seit 2015
  - Compagnie de Commandement et de Logistique (CCL) – Stabs- und Logistikkompanie
  - 1° Compagnie de Combat – Kampfkompanie
    - Section Commandement (Stabs-/Kommandozug)
    - 3 Sectionen Combat (Kampfzüge)
    - Section d'Appui (Unterstützungszug)
      - Groupe Anti-Char (Panzerabwehr)
      - Groupe de Tireurs d’élite (Scharfschützen)
      - Groupe Mortiers (Mörsergruppe)

  - 2° Compagnie de Combat
    - Unterteilung wie 1° Compagnie de Combat

  - 3° Compagnie de Combat
    - Unterteilung wie 1° Compagnie de Combat

  - 4° Compagnie de Combat
    - Unterteilung wie 1° Compagnie de Combat

  - Compagnie d'Appui (CA) - Unterstützungskompanie (Aufstellung 2018)
  - Compagnie de réserve (CR) – Reservistenkompanie
- 2. Fallschirmjäger-Fremdenregiment (2ᵉ REP), stationiert im Camp Raffalli nordöstlich von Calvi auf der französischen Mittelmeerinsel Korsika
  - CCL: Compagnie de Commandement et de Logistique (Stabs- und Logistikkompanie)
  - CBS: Compagnie de Base et de Soutien (Basis- und Unterstützungskompanie)[19]
  - 1° Compagnie de Combat: Häuser- und Nachtkampfkompanie
  - 2° Compagnie de Combat: Gebirgskompanie
  - 3° Compagnie de Combat: amphibische Kompanie
  - 4° Compagnie de Combat: Scharfschützen und Sprengstoffexperten/Saboteure, Kampf in bewaldeten Zonen
  - 5° Compagnie de Combat: Wüstenkampfkompanie
  - CA: Compagnie d'Appui (Unterstützungskompanie)
    - GCP: Kommandoeinheit, Terroristenbekämpfung
    - Section Missiles moyenne portée (M.M.P.): Panzerabwehr
    - Section Tireur d'élite (S.T.E.): Scharfschützen
    - Section d'appui mitrailleuses (Zug unterstützender Waffen): Schwerer Zug (sMG, Mörser)

  - CMR: Compagnie de Maintenance Régimentaire (Instandsetzungskompanie)
  - 6° Compagnie: Unité d'Intervention de réserve (U.I.R.): Reservekompanie – wird bei Bedarf aus Reservisten gebildet
- Groupement du recrutement de la Légion étrangère (GRLE), stationiert in Fontenay-sous-Bois bei Paris im Fort de Nogent. Die GRLE ist der Führung der Legion, dem sogenannten COMLE in Aubagne, direkt unterstellt. Sie hat zwei Kompanien.
  - CTLE (Compagnie de transit de la Légion étrangère): Transitkompanie für aus Übersee ankommende oder nach Übersee abgehende Legionäre, z. B. im Rahmen einer Sejour (2- oder 3-jähriger Aufenthalt in einem Überseeregiment)
  - CRLE (Compagnie du recrutement de la Légion étrangère): zuständig für Musterung, Werbung und Einstellung von neuen Rekruten. Alle Rekrutierungsbüros sind ihr unterstellt. Es gibt derzeit elf Rekrutierungsbüros in Frankreich, darunter eines in Straßburg. Im Sommer 2017 wurde das erste Rekrutierungsbüro in Übersee auf Tahiti eröffnet.[20] Seit Frühjahr 2021 gibt es ein weiteres Rekrutierungsbüro in Saint-Denis, der Hauptstadt von La Réunion. Dort können sich allerdings nur auf der Insel lebende Franzosen bewerben.[21]

### In Übersee stationierte Regimenter
- 3. Infanterie-Fremdenregiment (3° REI), stationiert in Französisch-Guayana (Südamerika). Zu den primären Aufgaben des Regiments gehört die Sicherung der Grenze zu Brasilien und Surinam und die Bewachung des Weltraumbahnhofs in Kourou sowie die Ausbildung von französischen und ausländischen Soldaten an der Dschungelkampfschule (Centre d’entraînement à la forêt équatoriale) in Régina. Die dortigen Ausbilder tragen Uniform mit Tigerstripe-Muster. 2019 wurden Einheiten des Regiments zum Schutz des Regenwaldes vor Garimpeiros eingesetzt, die aus Brasilien nach Französisch-Guayana eingesickert waren.[22][23]
  - 2. Kompanie (les Zenturios): die Kompanie ist spezialisiert in Dschungelkampf. Die Mitglieder dieser Einheit führen Patrouillen auf Booten und zu Fuß im Dschungel durch. Man erkennt die Soldaten an Schulterabzeichen wie z. B. CAZADOR, CONDOR, SELVA, TIGRE, LANCEROS.
  - 3. Kompanie (Légionnaires permanentes): die Kompanie wurde, nach 13-jähriger Existenz nur auf dem Papier, am 28. Juli 2010 wieder aufgestellt[24] und erfüllt ähnliche Aufgaben wie die 2. Kompanie.
  - La Compagnie d’Eclairage et d’Appui (CEA) mit dem Spezialzug Dschungelfernspäher, der section de reconnaissance régimentaire (SRR), ist ähnlich ausgebildet wie die Einheit Commando de recherche et d’action en jungle (CRAJ) des 9e RIMa. Die SRR-Einheit wurde 2015 umbenannt in “Section d’Aide à l’Engagement Débarqué” – S.A.E.D. Die SAED-Einheit ist der Dschungel-Aufklärungs-, Kommando- und Spähzug seit 2015 und wurde von 2017 bis 2020 vom deutschstämmigen Oberleutnant, später Hauptmann, G. Linden befehligt. Die Einheit steht in der Tradition der Kolonial-Kommandos des 3° REI.[25]
- 5. Fremdenregiment (5° RE), bis 31. Mai 2024 Détachement de la Légion étrangère de Mayotte (DLEM), stationiert auf der Insel Mayotte im Indischen Ozean.[26][27]
  - CCL: Compagnie de Commandement et de Logistique (Stabs- und Logistikkompanie)
  - Compagnie de Combat (Kampfkompanie mit vier Zügen)

| Regimentsabzeichen der Fremdenlegion |
| ------------------------------------ |
|                                      |

## Rekrutierung, Dienst und Versorgung

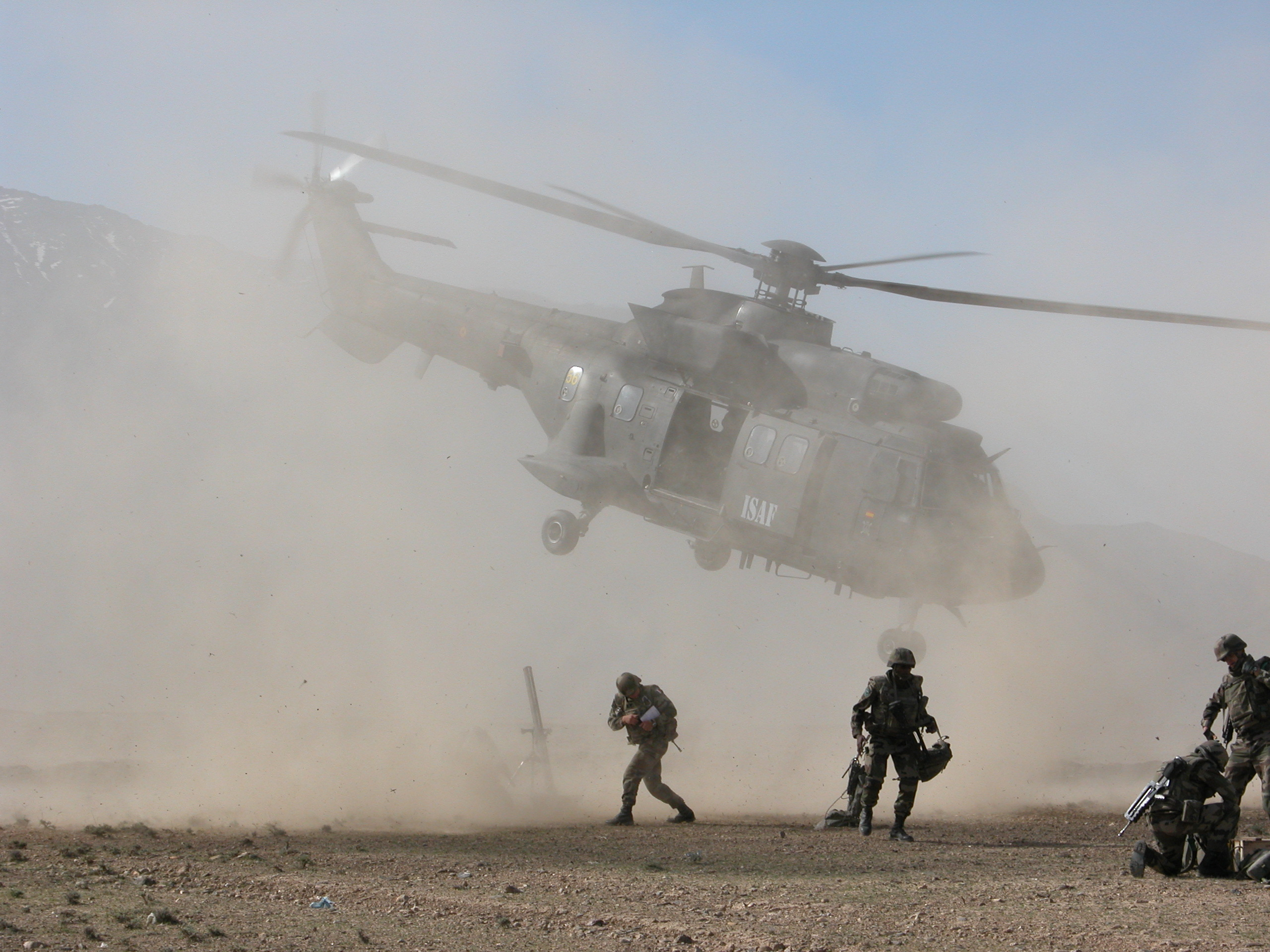
Soldaten des 2° REI werden durch einen Cougar-Hubschrauber in Afghanistan abgesetzt (2005)

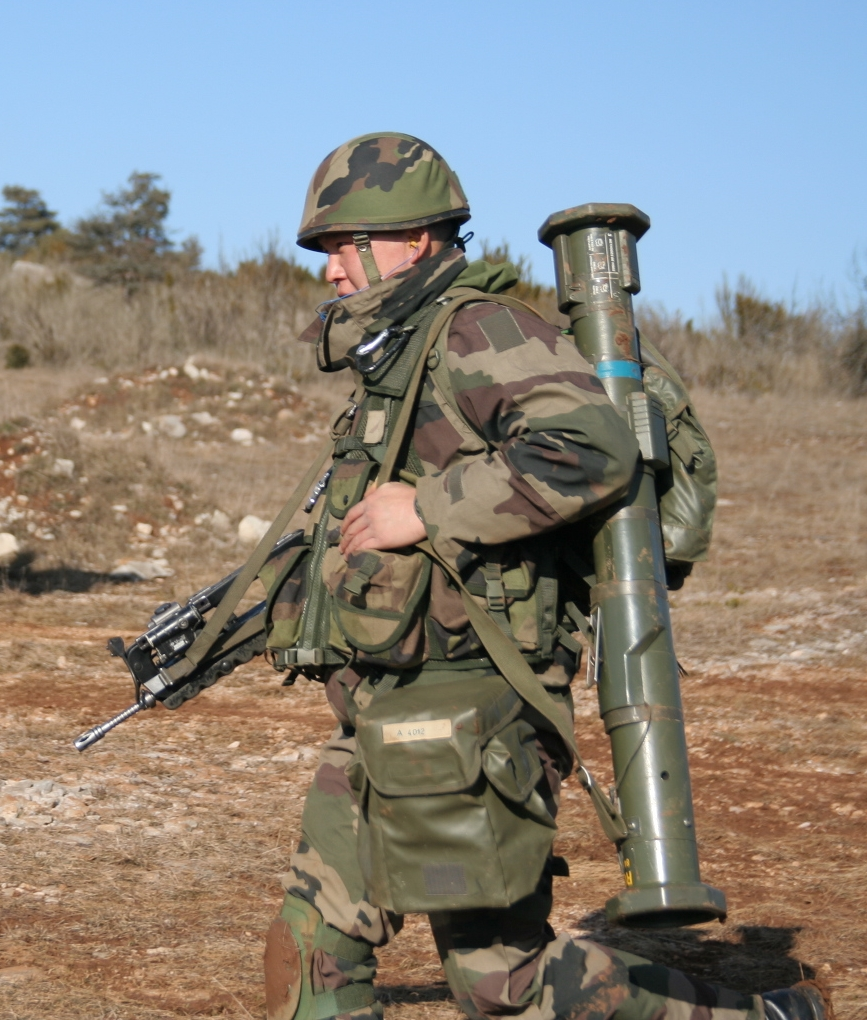
Ein Soldat des 2° REI mit einer AT4-Panzerfaust

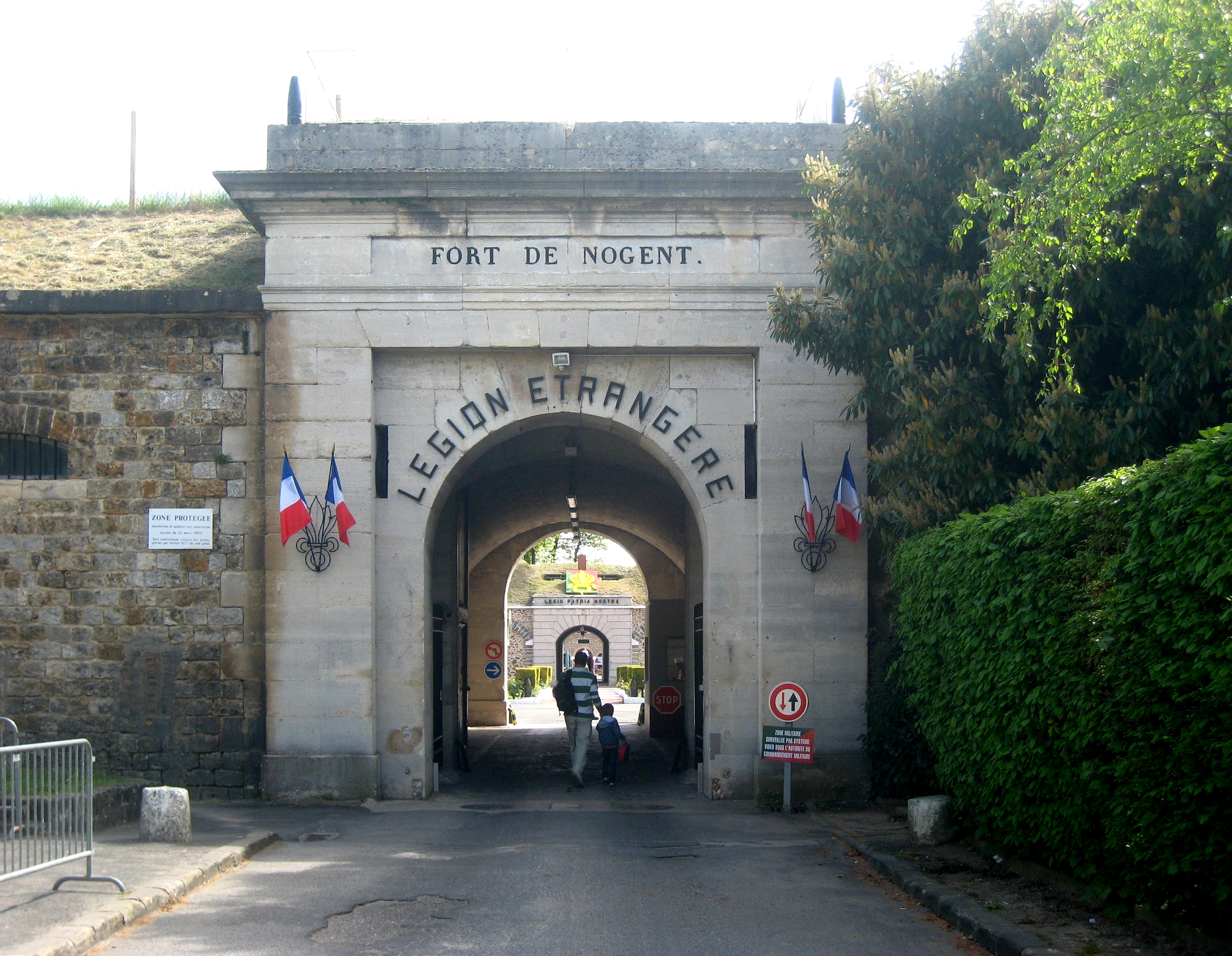
Fort de Nogent in Fontenay-sous-Bois bei Paris

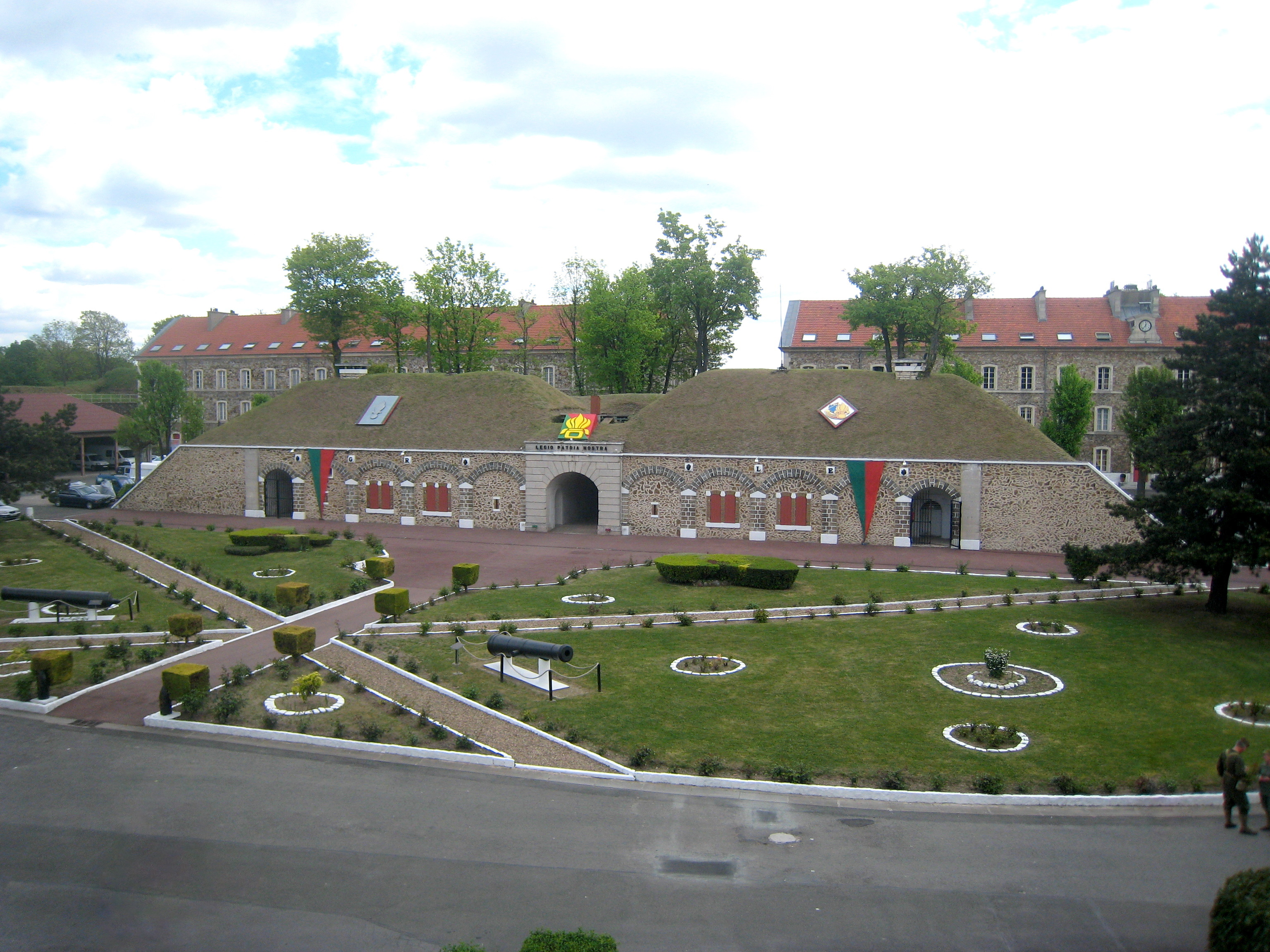
Fort de Nogent diente im Deutsch-Französischen Krieg als Festung. Das Fort wurde nicht von den Deutschen erobert. Erst nach der Kapitulation Frankreichs streckte man die Waffen und überließ es den Deutschen am 26. Januar 1871.

### Bewerberauswahl
Die Auswahlkriterien für die Bewerber sind im internationalen Vergleich überdurchschnittlich streng. Die Ausbildungsmethodik und der grundsätzliche didaktische Ansatz gehen, wie bei vielen vergleichbaren Verbänden, dahin, die Rekruten über ihre physischen und psychischen Leistungsgrenzen hinaus zu bringen. Dabei wird darauf geachtet, die Truppe als Ganzes zu einem Team einzuspielen.
Für alle mit der Rekrutierung zusammenhängenden Angelegenheiten ist das „Groupement de Recrutement de la Légion Etrangère“ (GRLE) im Fort de Nogent in Fontenay-sous-Bois bei Paris zuständig. Dort befindet sich auch das „Centre de présélection Nord“, eines von zwei Vorauswahlzentren der Legion, wo erste medizinische Untersuchungen und weitere Tests stattfinden. Das zweite „Centre de présélection Sud“ befindet sich im Quartier Vienot in Aubagne, wo auch das „Hauptauswahlzentrum“ CSI (Centre de Sélection et d’Incorporation) angesiedelt ist. Die Legion unterhält weiterhin in Frankreich zehn Rekrutierungsbüros (Poste d’Information de la Légion Etrangère – PILE). Nach französischem Recht dürfen diensttaugliche Männer jeglicher Nationalität im Alter von 17 bis 40 Jahren angeworben und rekrutiert werden. Die meisten Mannschaftsdienstgrade stammen heute aus Osteuropa und den Nachfolgestaaten der Sowjetunion. Doch sind nach neueren Informationen deren Zahlen rückläufig, während zunehmend Bewerber aus Amerika und Asien zur Fremdenlegion drängen.
Zunächst verpflichtet sich der bestätigte Rekrut im Rahmen eines Erstvertrages auf eine fünfjährige Dienstzeit. Nach Ablauf dieses Engagements besteht die Möglichkeit, in weiteren Zeitverträgen über sechs Monate, drei und fünf Jahre Laufzeit zu verlängern.
In den Anfängen der Legion wurde die Identität des Bewerbers nicht oder nur oberflächlich geprüft. Heute werden Bewerber für die EVs (Engagés Volontaires = freiwillige Bewerber) eingehend sicherheitsüberprüft und mehrere Wochen lang gründlich medizinisch und psychologisch untersucht. Dabei werden fast 90 Prozent der Bewerber abgelehnt. Stand 2024 kamen auf einen Posten 10 Kandidaten.
Diese Tests werden teilweise schon in den Rekrutierungsbüros vorgenommen. Bleibt der angehende Volontär weiter in Bewerbung, wird er bei erster Eignung für den Dienst in der Fremdenlegion nach Aubagne bei Marseille geschickt, wo die Prüfung der Bewerber fortgesetzt wird. Die Befragungen der Kandidaten finden bei der DSPLE (Division Statistiques et Protection du Personnel de la Légion Étrangère) statt, die sich ebenfalls in Aubagne befindet. Während des Auswahlverfahrens werden die Bewerber bereits zu Arbeiten für die Legion herangezogen.

### Möglichkeit zur Annahme einer neuen Identität
Aktuell bekommt jeder Legionär eine neue Identität zugewiesen, die vor Anfragen und Auskunftsersuchen schützen soll und nach Ablauf von sechs Monaten in einem Verwaltungsakt (Régularisation de situation militaire) wieder rückgängig gemacht werden kann. Es gab in früheren Jahren auch abweichende Regelungen, die die Annahme einer neuen Identität nicht zwingend erforderlich machte. Dieses sogenannte Anonymat umfasst einen neuen Vor- und Nachnamen, neue Elternnamen, einen neuen Geburtsort und ein neues Geburtsdatum. Die neue Identität wird auch im Dienstausweis (Carte d’identité militaire) des Legionärs eingetragen. Spätestens mit dem Austritt aus der Fremdenlegion erlischt die falsche Identität, sofern der Legionär nicht französischer Staatsbürger geworden ist und den Namen behalten will. Bei einer kriminellen Vergangenheit oder schlechter Führung wird dem Wunsch generell nicht entsprochen. Viele Legionäre im aktiven Dienst beantragen nach Erreichen des Dienstgrads Légionnaire de 1ère classe (Gefreiter) bzw. nach dem ersten Dienstjahr das Führen ihres richtigen Namens.

### Dienstzeit
Die kürzeste Verpflichtungszeit in der Fremdenlegion beträgt fünf Jahre. Innerhalb dieser Zeit ist es für Fremdenlegionäre zwar möglich, einen Unteroffiziersdienstgrad zu erreichen, als Voraussetzung für die Offizierslaufbahn sind jedoch zusätzlich die französische Staatsbürgerschaft sowie das französische „Baccalauréat“ (=Abitur bzw. Matura) erforderlich. Aus diesem Grund stammen die Offiziere der Fremdenlegion zu 90 Prozent aus dem französischen Heer und dienen nur für eine bestimmte Zeit in der Legion, allerdings hat die Legion den Ruf, die fähigsten Offiziere des Heeres anzuziehen.
Fremdenlegionäre können zwar weiterhin de jure bereits nach drei Jahren Dienstzeit die französische Staatsbürgerschaft beantragen, die tatsächliche Verleihung findet jedoch in der Regel erst deutlich später statt. Das bedeutet, dass Fremdenlegionäre de facto frühestens nach Ablauf der ersten Verpflichtungszeit von fünf Jahren die französische Staatsbürgerschaft erlangen können, allerdings haben sie durch die Ableistung der Mindestdienstzeit Anspruch auf eine zehnjährige Aufenthaltserlaubnis in Frankreich.
Eine weitere Besonderheit ist, dass jeder Legionär lebensversichert wird und nach Belieben eine Person als Begünstigte angeben kann.

### Heiratsverbot
- In den ersten fünf Jahren ihrer Dienstzeit ist Legionären eine Eheschließung grundsätzlich untersagt, Ausnahmen sind möglich.
- Nach Ablauf der ersten fünf Jahre dürfen Legionäre unter ihrer ursprünglichen Identität heiraten, wenn sie entweder einen Unteroffiziersdienstgrad erlangt haben, nach einer Mindestdienstzeit von sieben Jahren einen höheren Mannschaftsdienstgrad bekleiden, oder mindestens zehn Jahre als Légionnaire de 1ère classe (Gefreiter) gedient haben.

- Legionäre, die bereits bei ihrer Verpflichtung verheiratet waren, werden in den Unterlagen solange als ledig geführt, bis sie eine der genannten Voraussetzungen erfüllen.

### Franzose durch vergossenes Blut
Fremdenlegionäre können per Gesetz aufgrund im Einsatz erlittener Verwundungen und unabhängig von der Dienstzeit die französische Staatsbürgerschaft erhalten, wenn dies der französische Verteidigungsminister vorschlägt.

La nationalité française est conférée par décret, sur proposition du ministre de la défense, à tout étranger engagé dans les armées françaises qui a été blessé en mission au cours ou à l’occasion d’un engagement opérationnel et qui en fait la demande.
En cas de décès de l’intéressé, dans les conditions prévues au premier alinéa, la même procédure est ouverte à ses enfants mineurs qui, au jour du décès, remplissaient la condition de résidence prévue à l’article 22-1.

„Die französische Staatsangehörigkeit wird auf Vorschlag des Verteidigungsministers per Dekret an alle in den französischen Streitkräften dienenden Ausländer verliehen, welche dieses beantragt haben und im Verlauf oder aus Anlass eines Einsatzes verwundet worden sind.
Stirbt der Betreffende nach Maßgabe des ersten Absatzes, so steht das gleiche Verfahren seinen minderjährigen Kindern offen, die am Todestag die Wohnortvoraussetzung des Artikels 22-1 erfüllten.“

Ausschlaggebend für das Gesetz war der Fall des polnischen Légionnaire de 1ère classe Mariusz Nowakowski vom 2e REP, der am 11. Februar 1993 bei einem Mörserangriff in Sarajevo schwer verwundet wurde und daraufhin sein linkes Bein durch Amputation verlor. Im Mai 1993 erhielt Nowakowski im Militärkrankenhaus in Paris Besuch vom damaligen Verteidigungsminister François Léotard, der ihn fragte, welchen Wunsch er hätte. Daraufhin antwortete der Legionär „Herr Minister, ich bitte Sie nicht um Geld oder Orden, sondern nur darum, Franzose zu werden.“, weil er Angst hatte, dass er nicht mehr in der Legion bleiben dürfte und Frankreich verlassen muss. Ende 1993 wurde ihm der Wunsch gewährt und er wurde Franzose durch vergossenes Blut (Français par le sang versé). Es dauerte aber noch über fünf Jahre, bis das Gesetz endgültig verabschiedet wurde.

Qui sait si l’inconnu qui dort sous l’Arche immense,
Mêlant sa gloire épique aux orgueils du passé,
N’est pas cet étranger devenu fils de France
Non par le sang reçu mais par le sang versé?

„Wer weiß, ob der Unbekannte,
der unter dem gewaltigen Triumphbogen ruht,
nicht jener Fremde ist, der ein Sohn Frankreichs wurde,
 und seinen Ruhm dem Dünkel der Vergangenheit hinzufügte,
nicht durch empfangenes – durch vergossenes Blut?“

### Pension, Alters- und Invalidenversorgung
Nach 20 Jahren (früher 15, dann 17,5 Jahre) Dienst bekommt der Legionär eine lebenslange Pension ausgezahlt, die auch ins Ausland überwiesen werden kann. Neben der Pension unterhält der französische Staat spezielle „Altenheime“ für Veteranen, die nur für Legionäre zugänglich sind. Die größte Einrichtung ist das Invalidenheim I.I.L.E. (Institution des Invalides de la Légion Étrangère) der Fremdenlegion im südfranzösischen Puyloubier. Ein weiteres großes Wohnheim (mit Vollverpflegung und Wäscheservice, aber ohne eingehende medizinische Versorgung wie in der I.I.L.E.) ist das Maison du Légionnaire („Haus des Legionärs“) in Auriol, etwa zwölf Kilometer nördlich von Aubagne, das den Namen „Domaine du Vede“ trägt und 1934 von General Rollet gegründet wurde. Im Mai 2013 lebten 59 ehemalige Legionäre im Alter zwischen 42 und 94 Jahren dort, wobei es damit zu circa 3/4 ausgelastet war, bei seinerzeit 80 Wohnplätzen. 2015 sind mehr als 25 neue Wohnplätze (Einzelappartements mit eigenem Bad) durch Neubau geschaffen worden, im gleichen Zeitraum jedoch auch einige der ältesten Wohneinheiten (kleine Zimmer in einem alten Gebäude mit Gemeinschaftsbad) abgerissen worden. Diese wurden jedoch bereits vor den Neubauten nur noch in Notfällen belegt, was aber durch die nicht komplette Auslastung der Domaine meist vermieden werden konnte. Es gibt rund 100 Wohnplätze und die Belegungsquote liegt nach wie vor bei 75–80 %. Direktor der Domaine ist seit 2022 der ehem. Hauptmann (Capitaine) der Fremdenlegion Jean Michon.
Fremdenlegionäre, die im Einsatz verwundet wurden oder während ihrer Dienstzeit eine schwerwiegende Verletzung erlitten haben, haben Anspruch auf eine Militärinvalidenrente (Pension d’invalidité militaire), die nur auf Antrag und nach Prüfung durch eine Kommission gewährt wird. Die Höhe der Militärinvalidenrente richtet sich nach dem Grad der Invalidität. Neben der monatlichen Rente erhält der Militärinvalide ab einem Grad von mind. 25 % auch einen Ausweis (Carte d’invalidité), mit dem er in Frankreich Vergünstigungen von 50–75 % bei Fahrten mit öffentlichen Verkehrsmitteln (z. B. Métro und SNCF) sowie ermäßigten und teilweise auch freien Eintritt in Museen, Bibliotheken und ähnlichen Einrichtungen erhält.

### Gesetzlicher Vorbehalt in Deutschland, Österreich und der Schweiz

#### Deutschland
Nach § 109h StGB ist eine Anwerbung für die Fremdenlegion in Deutschland strafbar, zusätzlich kann der Dienst von Deutschen in der Fremdenlegion einen Verstoß gegen die deutsche Wehrpflicht bedeuten, sofern sie der Wehrüberwachung in Deutschland unterliegen.
Bis zum 4. Juli 2011 verloren deutsche Staatsbürger, die in der Fremdenlegion dienten, gemäß § 28 Staatsangehörigkeitsgesetz die deutsche Staatsangehörigkeit, wenn sie zusätzlich die französische Staatsbürgerschaft erwarben, seit dem 5. Juli 2011 erlaubt das Bundesministerium der Verteidigung unter bestimmten Voraussetzungen den freiwilligen Wehrdienst in Streitkräften eines fremden Staates (und damit auch in der Fremdenlegion), ohne dass dies einen Verlust der deutschen Staatsangehörigkeit nach sich zieht.
Nach dem Ersten Weltkrieg war es deutschen Staatsbürgern durch § 179 des Friedensvertrages von Versailles zwar verboten, in fremden Streitkräften zu dienen, allerdings wurde der Dienst in der Fremdenlegion explizit ausgenommen.

#### Österreich
In Österreich führt der freiwillige Eintritt in das Militär eines fremden Landes laut § 32 Staatsbürgerschaftsgesetz zwar grundsätzlich zum Verlust der österreichischen Staatsbürgerschaft, aufgrund des Übereinkommens zur Verminderung der Staatenlosigkeit darf die Staatsbürgerschaft allerdings nicht entzogen werden, wenn eine Person dadurch staatenlos würde.

#### Schweiz
Art. 94 des Schweizer Militärstrafgesetzes verbietet Schweizern den Eintritt in das Militär eines fremden Staates (und damit auch der Fremdenlegion) ohne Erlaubnis des Bundesrates sowie auch die Anwerbung von Schweizern für das Militär eines fremden Staates.
Nach dem Zweiten Weltkrieg wurden pro Jahr bis zu 240 Schweizer nach ihrer Rückkehr in die Schweiz verurteilt, in den letzten Jahren waren es nur noch etwa fünf Personen pro Jahr. Seit der Gründung der Fremdenlegion dürften über 60.000 Schweizer in der Legion gedient haben. Bis 1962 waren es laut einer Publikation des Landesmuseum Zürich bis zu 40.000 Personen. Eine genaue Statistik existiert jedoch nicht.

## Dienstgrade
Die französische Fremdenlegion verwendet in der Grundstruktur die Dienstgrade der französischen Streitkräfte, es bestehen jedoch einige Abweichungen:
- Die Dienstgradbezeichnungen für Fremdenlegionäre der beiden untersten Mannschaftsdienstgrade lautet Légionnaire de 2ème classe bzw. Légionnaire de 1ère classe.
- Der 1999 bei den französischen Landstreitkräften eingeführte Dienstgrad Caporal-chef de première classe wird in der Fremdenlegion nicht verwendet.
- Der in den französischen Landstreitkräften für Unteroffiziersschüler verwendete Dienstgrad Élève sous-officier wird im 4ème régiment étranger in Castelnaudary (dem Ausbildungsregiment der Fremdenlegion, in dem alle angehenden Unteroffiziere ausgebildet werden[41]) offiziell nicht geführt. Die Bezeichnung wird zwar von den entsprechenden Legionären selbst verwendet und sie werden damit angesprochen, die Beförderung der Absolventen erfolgt jedoch direkt vom Caporal oder Caporal-chef zum Sergent.
- Im September 2022 wurde der neu geschaffene Dienstgrad Sergent-Chef BM2 eingeführt, der bereits bis zur seinerzeitigen Abschaffung im Jahr 1971 bei der Fremdenlegion existierte, jedoch unter der Bezeichnung Sergent-Major. Der Dienstgrad ist zwischen den Dienstgraden Sergent-Chef und Adjudant angesiedelt und entspricht gemäß NATO-Rangcode dem Hauptfeldwebel (OR-7) der Bundeswehr, für den es bisher keine 1:1 Entsprechung beim französischen Heer gab. Beim Sergent-Chef BM2 handelt es sich um solche Sergent-Chefs, die den Zugführerlehrgang (BMP 2 – Brevet Militaire Professionnel Niveau 2, bzw. alte Bezeichnung: BSTAT) bestanden haben und somit die Befähigung haben, als Chef de Section (Zugführer) eingesetzt zu werden. “Alte” Sergent-Chefs mit BSTAT bekommen den Rang ebenfalls nachträglich verliehen. Die Neuerung dient also der Unterscheidung zwischen Sergent-Chefs mit und ohne BMP2/BSTAT (Befähigung zum Zugführer).[42]
- Die Generalsränge Général de corps d’armée (NATO-Rangcode OF-8) sowie Général d’armée (OF-9) kommen in der Fremdenlegion in der Regel nicht vor. Der einzige General in der Fremdenlegion ist der Kommandeur der Legion oder auch COMLE (in Anlehnung an das COM.LE – Commandement de la Légion Etrangère – Führungsstab der Fremdenlegion), dieser ist ein Général de brigade (OF-6), welcher traditionell zum Ende seines Dienstes als Oberkommandierender (in der Regel nach zwei Jahren) zum Général de division (OF-7) befördert wird.[43]

Teilweise haben die Oberkommandierenden den Posten als COMLE jedoch länger als zwei Jahre inne und/oder werden bereits früher in ihrer Dienstzeit als COMLE zum Général de division befördert bzw. haben in selteneren Fällen diesen Rang bereits bei Dienstantritt inne. So trug der bis zum 26. Juli 2018 amtierende Kommandeur Jean Maurin bereits bei seinem Amtsantritt am 1. August 2014 den Dienstgrad Général de division. Sein Vorgänger, Christophe de Saint Chamas, durchlief drei Generalsränge während seiner Zeit als Oberkommandierender: Er übernahm das Kommando über die Legion am 1. September 2011 als Général de brigade, wurde am 1. April 2013 zum Général de division befördert und kurz vor dem Ende seiner Dienstzeit als COMLE zum 31. Juli 2014 zum Général de corps d’armée ernannt.
- In der einzigen gepanzerten Einheit der Fremdenlegion, dem 1er régiment étranger de cavalerie (1er REC), werden traditionell die Dienstgrade und Abzeichen der Waffengattung Arme blindée et cavalerie (gepanzerte Kräfte der französischen Armee) verwendet, zu der das 1er REC ebenfalls gehört. Das bedeutet, sämtliche Abzeichen (Barettabzeichen, siebenflammige Granate sowie die Umrandungen des Kepi noir bei Unteroffizieren und Offizieren) und Bestandteile der Dienstgradabzeichen (Winkel, Balken), die bei den anderen Regimentern (Infanterie) in Gold ausgelegt sind, sind beim 1er REC in Silber ausgelegt und umgekehrt.

So trägt ein Adjudant eines Infanterie-Regiments als Dienstgradabzeichen einen silbernen Balken, der von einem dünnen roten Streifen mittig geteilt ist, bei der Kavallerie entspricht dieses Abzeichen dem Dienstgrad Adjudant-chef. Unterscheiden kann man beide u. a. durch die Farbe der siebenflammigen Granate auf dem Dienstgradabzeichen. Beim Adjudant der Infanterie ist sie goldfarben, beim Adjudant-chef der Kavallerie hingegen silberfarben.
Außerdem verwendet das 1er REC für einige Dienstgrade ebenfalls andere Bezeichnungen als die Infanterie. So werden im Unterschied zur Infanterie der Caporal bzw. Caporal-chef als Brigadier bzw. Brigadier-chef bezeichnet sowie der Sergent bzw. Sergent-chef als Marechal de logis bzw. Marechal de logis-chef. Eine weitere Besonderheit ist, dass bei der Cavalerie die Dienstgrade Adjudant und Adjudant-Chef nicht als solche angesprochen werden („mon Adjudant“), sondern mit „mon Lieutenant“ (Herr „Leutnant“, bzw. genau genommen „Herr Oberleutnant“)

## Ausrüstung
Die Fremdenlegion benutzt die gleichen Waffen wie die französische Armee; Spezialeinheiten verwenden unter Umständen auch andere Modelle. Hierzu gehören das Sturmgewehr vom Typ FAMAS 5,56 mm – das seit 2017 vom deutschen HK416F abgelöst wird; die 13e DBLE ist das erste Regiment das mit dem HK416F ausgerüstet wurde –, das Maschinengewehr FN Minimi, Modell 1952 lMG (7,62 × 51 mm NATO), Mörser, Maschinenkanone M 621, leichte Panzerabwehrwaffe LRAC F1, leichte Boden-Boden-Panzerabwehrlenkwaffe MILAN sowie das Panzerabwehrraketensystem HOT.
Am Boden wird ihre Mobilität durch Fahrzeuge der Typen VAB, FL 501, VLTT P4, Hotchkiss, VBCI und AMX-10 sichergestellt. Im Rahmen des Beschaffungsprogramms Scorpion ist in den Infanterieregimentern das Véhicule blindé multi-rôles (VBMR) Griffion als Nachfolger des VAB im Zulauf (seit 2021), sowie beim 1er REC der Engin blindé de reconnaissance et de combat (EBRC) Jaguar (seit 2022), als Nachfolger der AMX-10 RC.
- Pistolen
  - FN MAB PA 15 (9 × 19 mm)[50]

Famas F1 und G2 im Vergleich

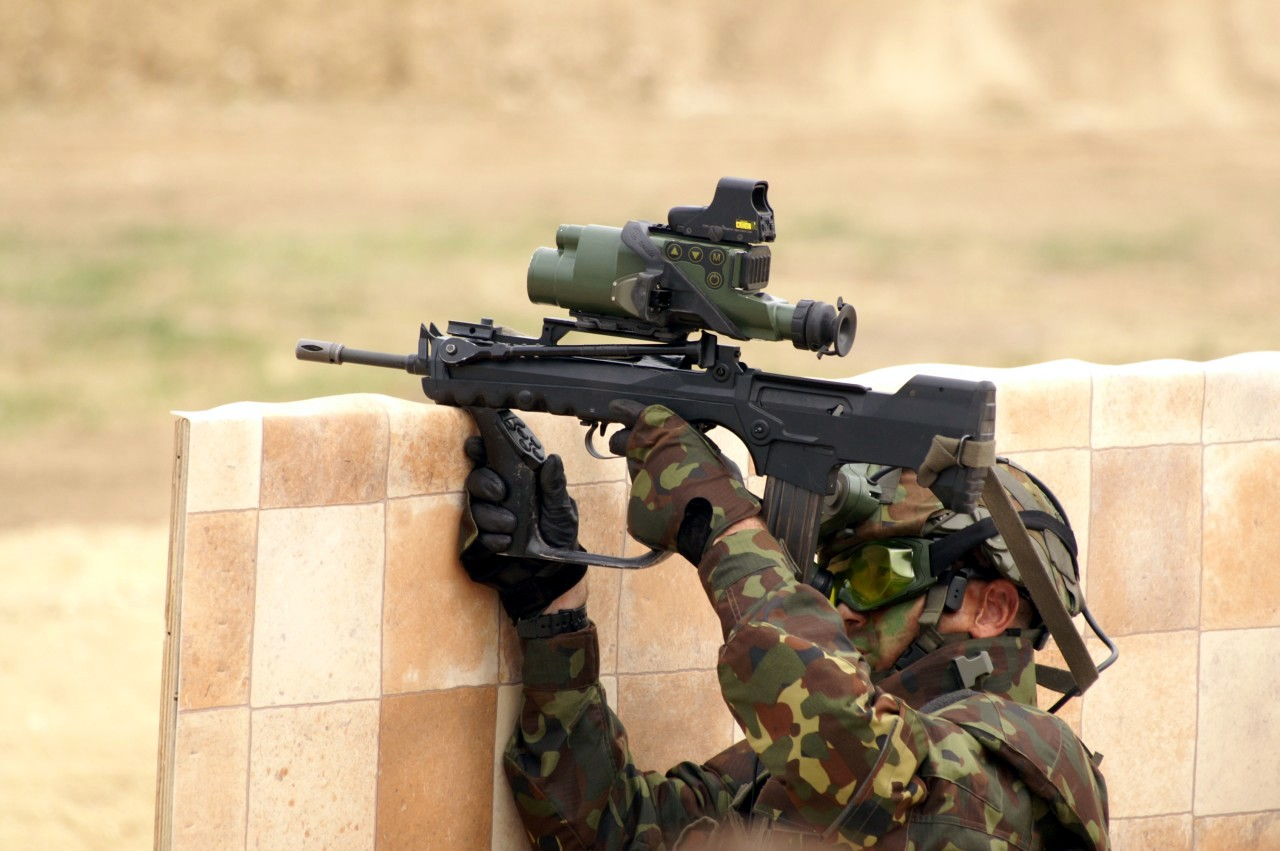
Sagem Defence Sword T&D während einer Übung.

  - GIAT MAC/MAS BM92-G1 (PA MAC-50) (9 × 19 mm), basiert auf der Beretta 92F[51]

- Maschinenpistolen & PDWs
  - HK MP5, verschiedene Versionen (9 × 19 mm) (SD als auch A3-A4)
  - IWI Uzi, 9 mm Parabellum (Mini/Normal Uzi mit Schalldämpfer)

- Sturmgewehre
  - GIAT MAS FAMAS F1 (5,56 × 45 mm NATO), ab 2017 in der Ausphasung[52]
  - GIAT MAS FAMAS G2 (5,56 × 45 mm NATO), ab 2017 in der Ausphasung[52]
  - HK AG36K Export (5,56 × 45 mm NATO) nur GCP, Dinops, GRH[53]
  - HK G36K Export (5,56 × 45 mm NATO) nur GCP, Dinops, GRH[53]
  - HK G36c Export (5,56 × 45 mm NATO) nur GCP, Dinops, GRH[54]
  - durchsichtiges Magazin[55]
  - HK HK416F ersetzt seit 2017 nach und nach FAMAS F1 und G2

- Reflex Optiken, Optiken und Laser-Pointer, teilweise selbstbeschafft.
  - Trijicon ACOG[56][57] AA-52
  - EOTech
  - Leopold MarkIV MIII M1[58]
  - Aimpoint CompM2[59]
  - Hensoldt als Teil der G36 (GCP, GRH und Dinops)
  - Scrome J4[60]
  - PIRAT (IR-Laser)[61]
  - APX L806 (Sniper FR-F2)[62]
  - Scrome J8 (Sniper FR-F2)[62]
  - Scrome J10 (Elite PGM HE II)[63][64]

- Nachtsichtgeräte
  - Thales Angénieux Lucie „OB70“(IR)
  - Thales Angénieux Moni (nur GCP)
  - Thales Angénieux (H)UGO „OB64“ (IR, teilweise mit HUD)[65]
  - Sagem Clara (IR)
  - Thales Angénieux Sophie „OB72“ (thermisch)
  - MIRABEL für System ERYX (thermisch)
  - MIRA für System MILAN (thermisch)
  - Sagem Defence Sword T&D (thermisch) als Teil des Felin-Programms[66]
  - Sagem SWORD Sniper (thermisch) als Teil des Felin-Programms[66]
  - Thales Angénieux MINIE-D (IR mit HUD) als Teil des Felin-Programms[67]

- Mikrofone
  - verschiedene noch im Test befindliche Schädeldeckenmikrofone, als Teil des Felin-Programms[68][69]

- Maschinengewehre
  - FN Minimi (5,56 × 45 mm NATO)
  - Modell 1952 lMG (7,5 × 54 mm)
  - AANF1 (7,62 × 51 mm NATO) in Version MIT und FM

- Flinten
  - diverse Typen von Mossberg und Remington

- Scharfschützenwaffen
  - PGM Hécate II (12,7 × 99 mm NATO)
  - GIAT MAS FR-F2 (7,62 × 51 mm NATO)
  - Accuracy International AW .338 Lapua Magnum (8,6 × 69 mm)
  - Barrett M82A1 .50 BMG (12,7 × 99 mm NATO)

- Schutzwesten und Helme
  - Seyntex Body armour France[70]
  - Eagle Industries CIRAS Combat Integrated Releasable Armor System[71][72]
  - Helm F1
  - MSA Gallet TC F Version 2 (Spectra)[73]
  - MSA Gallet TC 3001 (GCP)[54]
  - Gueneau Casque Para EL50 (GCP oder Chuteur OPS)[74][75]

- Panzerabwehrwaffen
  - Panzerabwehrrohr Saab Dynamics AT4 (84 mm)
  - Panzerabwehrrohr LRAC F1 (89 mm)
  - Panzerabwehrrohr GIAT APILAS (112 mm)
  - Panzerabwehrlenkwaffe MILAN
  - Panzerabwehrlenkwaffe ERYX
  - Panzerabwehrlenkwaffe MMP (als MILAN-Nachfolger)

- Unterstützungswaffen
  - schweres Maschinengewehr Browning M2 (12,7 × 99 mm NATO)
  - Maschinenkanone M621 (20 × 102 mm)
  - 81-mm-Mörser
  - 51-mm-Mörser LGI (Lance-grenades individuel)

## Traditionen

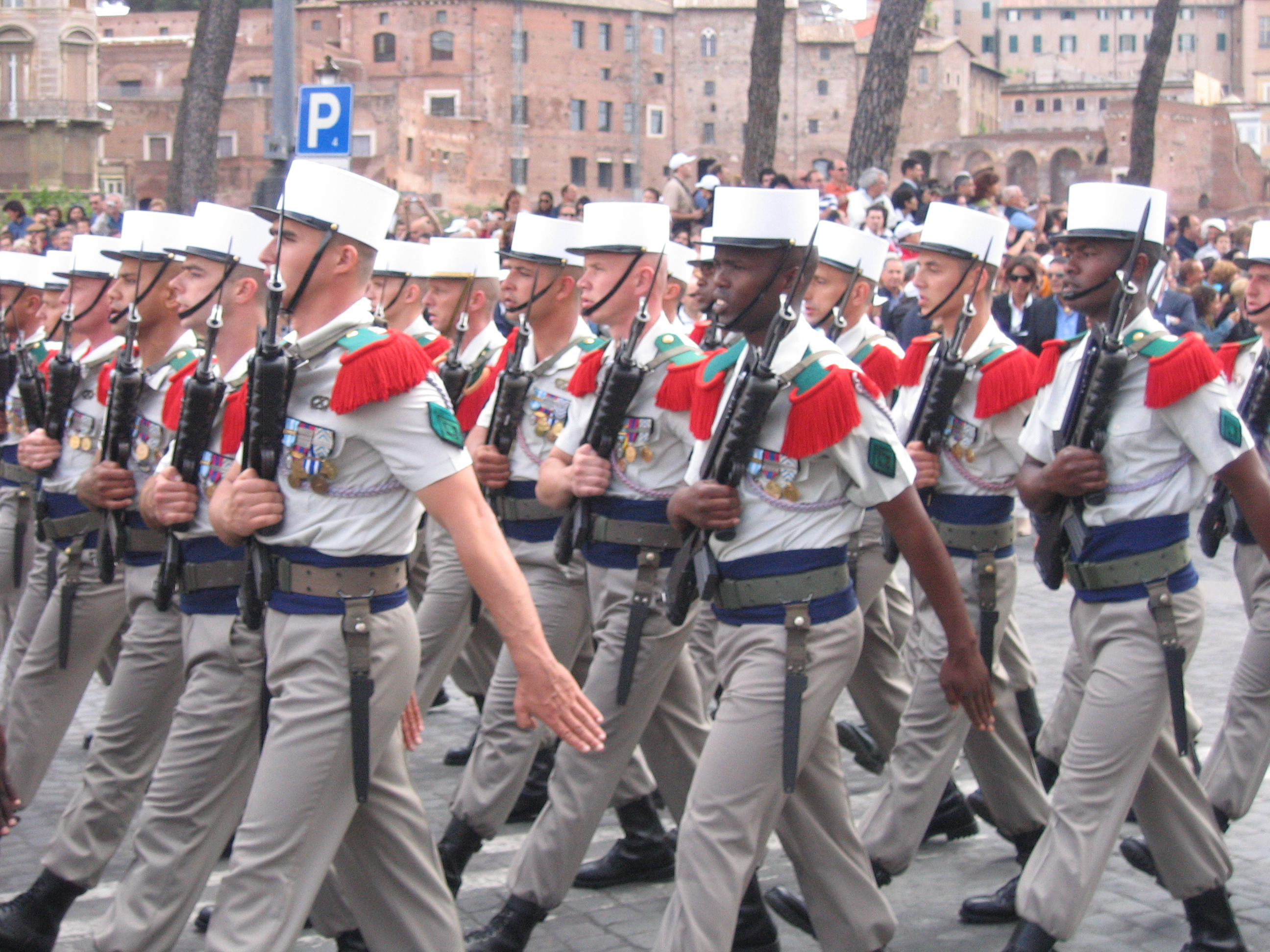
Parade in Rom, 2. Juni 2007

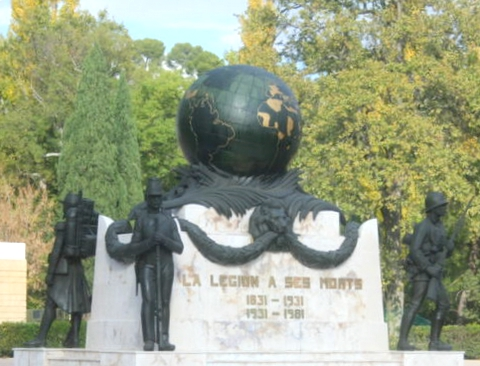
Monument aux morts

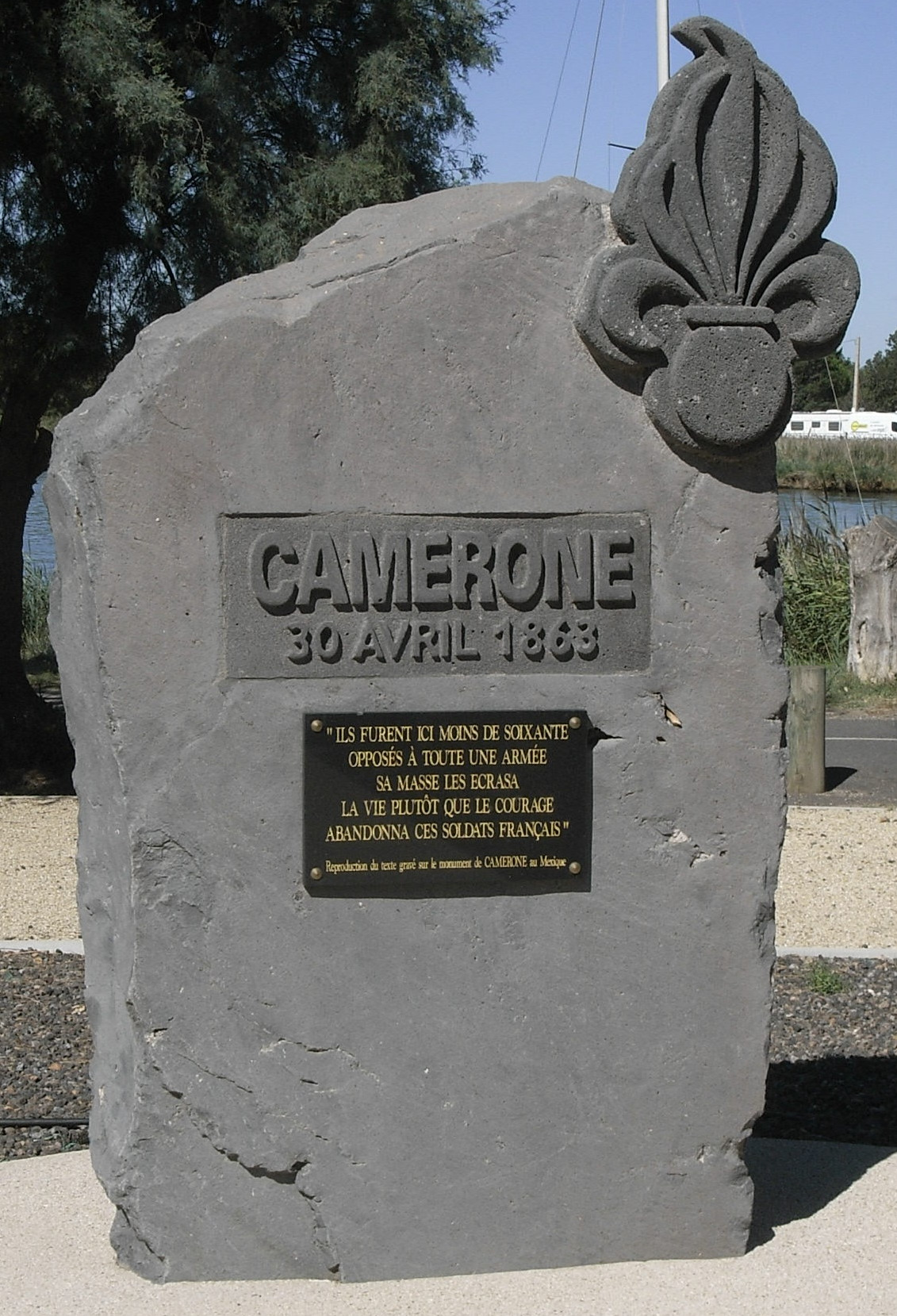
Gedenkstein für das Gefecht von Camerone in Agde (Hérault).

Unverwechselbares Erkennungszeichen der Fremdenlegionäre ist das weiße Käppi (Képi blanc), das jedoch nur von Mannschaftsdienstgraden (Légionnaire de 2ème classe, Légionnaire de 1ère classe, Caporal und Caporal-Chef) getragen wird. Die Barettfarbe in der Legion ist grün (Béret vert) und das Barettabzeichen (Insigne de béret) wird – wie fast in der gesamten französischen Armee – rechts getragen. Das Wappen der Legion ist eine siebenflammige Granate, die auf das unmittelbare Vorgängerregiment, das Regiment Hohenlohe, zurückgeht. Die Farben der Legion sind Grün und Rot. (Grün symbolisiert das Land, Rot das Blut. Befindet sich ein Truppenteil der Legion im Kampfeinsatz, so wird dort der dreieckige Wimpel der Legion mit der roten Farbe nach oben aufgehängt: „Blut auf dem Land“).
Für die Fremdenlegion können sich ausschließlich Männer bewerben. Susan Travers ist die einzige Frau, die je offiziell im Dienste der Fremdenlegion tätig war.
Das Motto der Legion lautet: Legio Patria Nostra (Die Legion ist unser Vaterland).
Ein Identifikationsobjekt der Fremdenlegion ist das Lied Le Boudin, das, wenn währenddessen nicht marschiert wird, stets in „habt acht!“ gesungen wird.
Ebenfalls unverkennbar ist der typische Schritt der Legionäre beim Marschieren. Während die anderen Armee-Einheiten mit 110 Schritten pro Minute marschieren, werden in der Legion nur 88 Schritte in der Minute zurückgelegt. Dies ist darauf zurückzuführen, dass in den afrikanischen Einsatzgebieten oft durch sandiges Gebiet marschiert werden musste, was bei einem schnellen Marschtempo sehr kräftezehrend ist. Am französischen Nationalfeiertag, dem 14. Juli, zählt die Fremdenlegion immer zu den meistbeklatschten Einheiten. Im langsamen Marsch defiliert die Legion immer am Ende der Fußtruppen über die Champs-Élysées, angeführt von der Musikformation der Legion (Musique de la Légion étrangère) und den vollbärtigen Pionieren, die in ihrer traditionellen Paradeuniform (Lederschürze, weiße Handschuhe und Schnürsenkel) und mit geschulterter Axt an der Ehrentribüne vorbeiziehen.
Der größte Festtag der Legion ist der 30. April, an dem alle Truppenteile der Legion alljährlich des Kampfes um Camerone gedenken, der am 30. April 1863 in einer mexikanischen Hazienda stattfand. Dort konnten sich drei Offiziere und 62 Legionäre einen Tag lang gegen 2000 mexikanische Soldaten behaupten. Die letzten sechs noch kampffähigen Legionäre (Sous-Lieutenant Maudet, Caporal Maine, die Legionäre Catteau, Wensel, Constantin und Leonhard) kämpften schließlich ohne Munition und nur mit aufgepflanztem Bajonett weiter. Die letzten zwei Legionäre unter dem Kommando von Caporal Maine kapitulierten nur unter der Bedingung, ihre Waffen behalten und sich um ihre gefallenen Kameraden kümmern zu dürfen. Camerone gilt in der Fremdenlegion als Symbol für den Kampf bis zur letzten Patrone und, wenn es sein muss, bis zum letzten Mann, zur Erfüllung eines gegebenen Wortes und erhaltener Aufträge.
Die Legion hat zwei in Ehren gehaltene Erinnerungsgegenstände: Das Legionärsdenkmal (Monument aux morts) im Hauptquartier der Fremdenlegion im südfranzösischen Aubagne, das im Jahre 1962 mit dem Ende des Algerienkrieges und dem damit verbundenen Abzug der Legion aus Sidi bel Abbès (Algerien) nach Frankreich überführt wurde, und die hölzerne Handprothese des in Camerone gefallenen Capitaine Danjou. Sie wird in Aubagne jedes Jahr am 30. April im Rahmen einer feierlichen Zeremonie im Gedenken an die Schlacht von Camerone im Jahr 1863 von einem eigens ausgesuchten ehemaligen Fremdenlegionär zum Legionärsdenkmal auf dem Paradeplatz getragen.

## Historische Einsatzorte

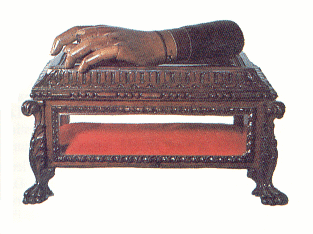
Hauptmann Danjous Handprothese (Musée de la Légion étrangère, Aubagne)

Eine Gedenktafel im Hauptquartier der Fremdenlegion in Aubagne bei Marseille listet die Kriegsschauplätze auf, an denen die Legion bisher eingesetzt war:
- Algerien: 1831–1882
- Spanien: 1835–1838
- Krim: 1854–1855
- Italien: 1859
- Mexiko: 1863–1867
- Südoran: 1882–1907
- Tonkin: 1883–1910
- Formosa: 1885
- Dahomey: 1892–1894
- Sudan: 1893–1894 (gemeint ist Französisch-Sudan)
- Madagaskar: 1895–1901
- Marokko: 1907–1914
- Erster Weltkrieg: 1914–1918
- Orient: 1914–1918
- Tonkin: 1914–1940
- Marokko: 1920–1935
- Syrien: 1925–1927
- Zweiter Weltkrieg: 1939–1945
- Indochina: 1945–1954
- Madagaskar: 1947–1950
- Tunesien: 1952–1954
- Marokko: 1953–1956
- Algerien: 1954–1961
- Kosovo: 1998–1999

Des Weiteren nahmen Einheiten der Fremdenlegion zwischen 1990 und 1991 im Rahmen der Opération Daguet zur Befreiung Kuwaits an der von den Amerikanern so genannten Operation Desert Storm teil. An der Intervention 2013 im Rahmen der Opération Serval in Mali wurde das 1er régiment étranger de cavalerie stationiert in Orange eingesetzt.

## Museum
Das offizielle Museum der Légion Étrangère befindet sich im Quartier Viénot in Aubagne. Ziel der Ausstellung ist laut eigener Beschreibung, „Mythos und Realität“ der Légion Étrangère darzustellen. Daneben gibt es im Invalidenheim der Fremdenlegion in Puyloubier eine Ausstellung von Uniformen aus allen Epochen der Legion.
Im Schloss Schillingsfürst bei Ansbach existiert zudem das einzige Museum der Fremdenlegion außerhalb Frankreichs. Es wurde am 13. Juni 2015 in Anwesenheit vom damaligen Kommandeur der Fremdenlegion, Général de division Jean Maurin, eingeweiht und von ehemaligen deutschen Fremdenlegionären eingerichtet, die auch viele Ausstellungsstücke aus nicht mehr bestehenden Amicalen dorthin verbringen konnten.

## Kameradschaft

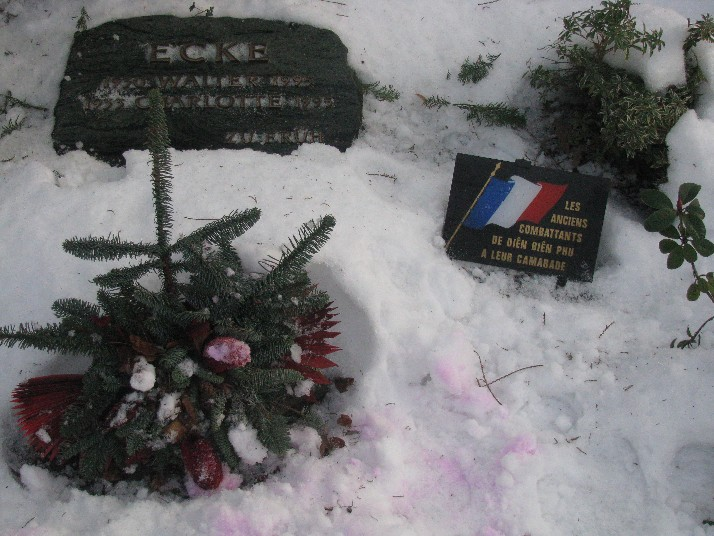
Letzter Gruß ehemaliger Kameraden von Dien Bien Phu für einen verstorbenen Fremdenlegionär (Kamen, städtischer Friedhof)

Auch wenn der Anteil der Deutschen in der Fremdenlegion derzeit bei nur zwei bis drei Prozent liegt, gibt es in Deutschland mehrere Kameradschaften ehemaliger Fremdenlegionäre (Amicale des Anciens de la Légion étrangère), die zum größten Teil aus Legionären bestehen, die in Indochina und Algerien gedient haben, sowie den Witwen verstorbener Legionäre und sog. Sympathisanten (Mitglieder, die nicht in der Fremdenlegion gedient haben). Sie treffen sich regelmäßig in eigenen Vereinslokalen und pflegen die Traditionen der Legion. Auch werden Reisen zu verschiedenen Feierlichkeiten in Frankreich organisiert.
In den meisten Amicalen können Personen Mitglied werden, die nicht in der Legion gedient haben. Diese Sympathisanten haben bei Vorstandswahlen allerdings kein Stimmrecht. Deserteure oder unehrenhaft entlassene Fremdenlegionäre werden nicht aufgenommen. Zu diesem Zweck wird jedes neue Mitglied (sofern es sich um einen ehemaligen Legionär handelt) über den Dachverband Fédération des Sociétés d’Anciens de la Légion Étrangère überprüft. Bedingt durch den zahlenmäßigen Rückgang deutscher Ehemaliger und mangelndem Nachwuchs haben sich in den letzten Jahren immer mehr Amicalen wegen Überalterung oder Todesfällen aufgelöst oder zusammengeschlossen. Noch in 2008 gab es 38 aktive deutsche Amicalen mit fast 950 Mitgliedern. Schon in 2011 waren es nur noch 677 Mitglieder in 31 Amicalen. Im Jahr 2015 gab es lediglich noch 14 aktive Amicalen in Deutschland mit 361 Mitgliedern. Stand 2025 existieren noch die Amicalen Mannheim, Dortmund, Stuttgart, Frechen und München mit teilweise nur noch sehr wenigen Mitgliedern. Die größte noch aktive Amicale ist die Amicale Mannheim. Die ehemaligen Mitglieder der aufgelösten Amicalen treffen sich zum Teil weiterhin inoffiziell, z. B. die der Amicalen Frankfurt und Freiburg. Den deutschen Amicalen zugeordnet und durch einen gemeinsamen "Delegierten" beim Weltdachverband aller Amicalen in Paris (F.S.A.L.E.) vertreten, ist die Amicale Wien in Österreich. 

## Abkürzungen der Legion
| Abkürzung | Französischer Name                                                      | Deutsche Übersetzung |
| --------- | ----------------------------------------------------------------------- | --- |
| COMLE     | Commandement de la Légion étrangère                                     | Oberkommando der Fremdenlegion |
| RE        | Régiment étranger                                                       | Fremdenregiment |
| REC       | Régiment étranger de cavalerie                                          | Kavallerie-Fremdenregiment |
| REG       | Régiment étranger de génie                                              | Pionier-Fremdenregiment |
| REI       | Régiment étranger d’infanterie                                          | Infanterie-Fremdenregiment |
| REP       | Régiment étranger de parachutistes                                      | Fallschirmjäger-Fremdenregiment |
| GPCG      | Groupe de Plongeurs de Combat du Génie                                  | Pionier-Kampftaucher der franz. Armee |
| PAT       | Plongeurs de l’armée de terre                                           | Heerestaucher des 2° REG, die nun in eine Gruppe zusammengefasst wurden, heißt GPCG |
| DINOPS    | Détachement d’intervention opérationnelle subaquatique                  | Kampfschwimmer(-taucher)-Eingreif-Abteilung des 1° REG, die nun ebenfalls GPCG heißt |
| SRIO      | Section de renseignement et d’intervention offensive                    | Das 2° REG hat das GPCG und GCM2 in eine Section eingeteilt |
| NEDEX     | Neutralisation, enlèvement et destruction des explosifs                 | Neutralisierung, Beseitigung und Zerstörung von Explosivstoffen |
| GRIN      | Groupe régional d’intervention NEDEX                                    | Regionale Eingreifgruppe zur Neutralisierung, Beseitigung und Zerstörung von Explosivstoffen |
| GCM2      | Groupe commando montagne du 2° REG                                      | Gebirgskommandogruppe des 2° REG |
| GRH2      | Le Groupe recherche humaine du 2° REG                                   | Gebirgskommandogruppe des 2° REG, die nun GCM2 heißt |
| CIE       | Compagnie                                                               | Kompanie |
| CEV       | Compagnie d'engagés volontaires                                         | Freiwilligen-Ausbildungskompanie im 4° RE |
| ESC       | Escadron                                                                | Eskadron = Kompanie im 1° REC |
| STE       | Section de tireurs d’élite                                              | Scharfschützen-Zug |
| GCP       | Groupement des commandos parachutistes                                  | Fallschirmjäger-Kommandogruppe |
| CDC       | Chef de Corps                                                           | Regimentskommandeur, in der Regel Colonel (Oberst), seltener Lieutenant-Colonel (Oberstleutnant) |
| CDU       | Commandant de Unitè                                                     | Kompaniechef, in der Regel Capitaine (Hauptmann) |
| CDS       | Chef de Section                                                         | Zugführer, in der Regel Lieutenant, Sous-Lieutenant oder Adjudant (Oberleutnant, Leutnant oder Stabsfeldwebel), seltener Sergent-Major (Hauptfeldwebel). Bis zur Wiedereinführung des Dienstgrades Sergent-Major wurden auch Sergent-Chefs (Oberfeldwebel) mit bestandenem Zugführerlehrgang als Zugführer eingesetzt. Dies entfällt heute, da mit dem Bestehen des Zugführerlehrgangs in aller Regel die Beförderung in den Dienstgrad Sergent-Major (auch Sergent-Chef BM2 genannt) einhergeht. |
| SAED      | Section d’aide à l’engagement débarqué                                  | Aufklärungs- und Sicherungszug, der befähigt ist kleinere feindliche Posten/Stellungen handstreichartig einzunehmen und bis zum Nachrücken weiterer Kräfte zu sichern. Je eine SAED ist z. B. der Compagnie de Commandement et de Soutien -CCS- des 3e REI sowie der Compagnie d'appui -CA- des 2e REI zugeordnet. |
| DSPLE     | Division statistiques et protection du personnel de la Légion étrangère | Sicherheits- und Statistikabteilung der Fremdenlegion mit Sitz in Aubagne, die dem DRSD (militärischer Abschirmdienst Frankreichs) unterstellt ist und u. a. Sicherheitsüberprüfungen aller Bewerber und zukünftigen Legionäre durchführt. |

## Deutsche in der Fremdenlegion

### Wahrnehmung in Deutschland
Schon seit Bestehen der Légion étrangère machten Deutsche quantitativ einen großen Teil der Fremdenlegion aus und keine andere Nation hatte für sich betrachtet einen höheren Anteil am Mannschafts- und Unteroffizierscorps, wenngleich sie zunächst noch nicht die Mehrheit der gesamten Legion stellten. Dies änderte sich nach Ende des Zweiten Weltkriegs. Im Indochinakrieg (1946–1954) und bis zum Ende des Algerienkrieges (1954–1962) stellten Deutsche durchgehend mehr als die Hälfte der Gesamtstärke der Legion, zeitweise bis 70 %. Nach Ende des Algerienkrieges und dem damit verbundenen Abzug der Fremdenlegion aus Algerien sank die Zahl der deutschen Legionäre schnell und deutlich, da es kaum noch neue Bewerber gab und die meisten noch aktiven Legionäre ihre Dienstverträge nicht mehr verlängerten. Die Wahrnehmung der Fremdenlegion in der deutschen Öffentlichkeit wurde erheblich durch den jeweiligen Stand der deutsch-französischen Beziehungen bestimmt: Die Tatsache, dass Deutsche in der Armee des „Feindes“ dienten, führte zur Zeit der Ersten Marokkokrise 1905 bis zum Ausbruch des Ersten Weltkrieges zu einer „nationalen Psychose“; später sah man in der Legion einen „menschenverschlingenden Moloch“. Nach 1945 rekrutierte die Legion in der französischen Besatzungszone etwa ein Drittel 18- bis 20-Jährige, die damals als minderjährig galten. Sie wurden noch in Deutschland in französische Uniformen eingekleidet und überquerten in französischen Militärfahrzeugen unkontrolliert die Grenze, was zu Protesten in Deutschland führte. Die absolute Zahl und der Prozentsatz der Deutschen in ihr wurden in den 1950er Jahren stark überschätzt. Als der Algerienkrieg 1962 endete, sanken die absoluten Zahlen und der Prozentsatz der Deutschen. Die Wahrnehmung der Legion wurde nun durch Erinnerungen ehemaliger Legionäre bestimmt, die sich selbst ein Denkmal setzen wollten. Douglas Porchs Werk The French Foreign Legion (1991) gilt als erste historisch ausgewogene Darstellung der Legion; Eckard Michels’ Werk Deutsche in der Fremdenlegion (2000) nimmt diesen Rang bei den deutschsprachigen Publikationen ein.
Der Begriff Fremdenlegion tauchte in den ersten publizierten Erlebnisberichten der 1840er Jahre nicht auf, das erste Werk mit dem Begriff im Titel war vermutlich Fritz von Treubergens Buch Die französische Fremdenlegion in Algier (1886). Zwischen 1840 und 1940 erschienen im deutschen Sprachraum etwa 250 einschlägige Titel. Während zuerst die Darstellung der kriegerischen Erlebnisse überwog, bildete sich allmählich ein Muster heraus, das die Fremdenlegion in düsteren Farben malte: Ein junger Mann lässt sich zum Eintritt in die Legion bewegen, wird dann in der Ausbildung unmenschlich geschunden und in einen aussichtslosen Kampf geworfen. Schließlich unternimmt er einen Fluchtversuch, der entweder gelingt oder mit seiner Gefangennahme und einem tragischen Tod in der Fremde endet.
Zu den Autoren von Fremdenlegionärsromanen zählen unter anderem Friedrich Glauser, Otto Cesar Artbauer, Hans Paasche, Friedrich Wilhelm Mader, Josef S. Viera, Ernst Friedrich Löhndorff, Friedrich Hussong, Wilhelm Lamszus, Erwin Rosen und Robert Heymann. Ernst Jünger veröffentlichte seine Erfahrungen in der Fremdenlegion 1936 unter dem Titel Afrikanische Spiele.

### Soldaten der Wehrmacht und der Waffen-SS
Nach 1945 rekrutierte Frankreich ehemalige deutsche Soldaten für die französische Fremdenlegion. Viele meldeten sich aus Kriegsgefangenenlagern und aufgrund der desolaten wirtschaftlichen Lage in der Heimat. Darunter waren ehemalige Angehörige der Waffen-SS, die mit dem Eintritt die Möglichkeit bekamen, eine neue Identität anzunehmen. Diese Möglichkeit gab es auch für Franzosen: Eine diskrete Anweisung Charles de Gaulles erlaubte Franzosen, die während des Zweiten Weltkrieges in der 33. Waffen-SS-Grenadier-Division „Charlemagne“ gedient hatten, sich durch den Dienst in der Legion zu rehabilitieren. Dies war aber nicht die Regel. Die Legion überprüfte die Angeworbenen streng hinsichtlich ihrer Kriegsvergangenheit. Es sollten keine Kriegsverbrecher Unterschlupf finden. Ehemalige Soldaten der Wehrmacht hatten nur in den ersten Nachkriegsjahren größere Bedeutung. Der typische deutsche Legionär war zu jung, um noch in der Wehrmacht gedient zu haben.
Deutsche Zeitungen überboten sich mit ihren Schätzungen. Das Magazin Der Spiegel berichtete 1948, dass angeblich 50.000 deutsche Fremdenlegionäre in Indochina seien. Das war ungefähr die doppelte Zahl aller Legionäre dort. Teile der deutschen Presse waren daran interessiert, ihren Lesern den Indochinakrieg als eine Art Unternehmen mit überwiegend deutscher Beteiligung darzustellen, weil sich vor allem im Ausland Berichte über ehemalige Nazis und SS-Soldaten gut verkaufen ließen. Erst in neuerer Zeit widerlegten Studien von Douglas Porch und besonders Eckhard Michels solche Legenden.

„Viele waren früher in der SS. Aber noch mehr gaben an, früher in der SS gewesen zu sein. Mitgliedschaft in der SS gehörte wohl zum guten Ton bei den deutschen Legionären.“

„Viele strömen in den Dienst des Nachbarlandes, weil sie arbeitslos sind. Andere wollen Abenteuer erleben oder sie treibt der Liebeskummer. Und natürlich sind auch ein paar Kriminelle darunter. Schützt doch das sogenannte Anonymat, das Recht, seinen echten Namen zu verheimlichen, vor Strafverfolgung. Wer einmal in der Legion ist, der hatte mit seinem alten Leben abgeschlossen.“

### Prominente Deutsche in der Fremdenlegion
- Erwin Rosen: 1905–1907, deutscher Abenteurer, Journalist und Schriftsteller, nach zwei Jahren erfolgreich desertiert
- Ernst Jünger: 1913, nach sechs Wochen aufgrund der Intervention seines Vaters wieder aus der Legion entlassen
- Heinz Weil: 1938–1946, kämpfte im Zweiten Weltkrieg auf Seiten des freien Frankreichs
- Philip Rosenthal: 1939–1942, drei vergebliche Fluchtversuche und ein erfolgreicher
- George Forestier: 1951 in Indochina verschollener Fremdenlegionär, dessen nachgelassene Lyrik ab 1952 in Deutschland großen Erfolg hatte. Person und Biographie waren eine Erfindung Karl Emerich Krämers.[99]
- Klaus Bourquain: 1959–1960, desertiert, später bekannter Kinderbuchautor in der DDR

## Filmische Rezeption
- Die Flucht aus dem Heer der Heimatlosen, D 1920
- Der Fremdenlegionär, Regie: James Bauer, D 1928
- Flucht in die Fremdenlegion, Regie: Louis Ralph, D 1929
- Marokko, Regie: Joseph von Sternberg, USA 1930
- Sergeant X, Regie: Vladimir Strizhevsky, D 1932
- Beau Geste, Regie: William A. Wellman, USA 1939
- Laurel & Hardy In der Fremdenlegion, Regie: A. Edward Sutherland, USA 1939
- Komm zurück, Regie: Alfred Braun, D 1953
- Das schwarze Bataillon / Bataillon des Teufels (Černý prapor), Regie: Vladimír Čech, Tschechoslowakei 1958, mit Günther Simon als deutschem Legionär Gerhard Richter und Hannjo Hasse als Leutnant Rudolf Wolf.
- Madeleine und der Legionär, Regie: Wolfgang Staudte, D 1958, mit Hannes Messemer und Helmut Schmid in den Rollen der deutschen Legionäre Robert Altmann und Kurt Gerber.
- Flucht aus der Hölle (1960), 4 Teile, TV-DDR 1960 (Deutscher Fernsehfunk DFF), Regie: Hans-Erich Korbschmitt, mit Armin Mueller-Stahl als deutscher Legionär Hans Röder.
- Marschier oder krepier (Marcia o crepa), BRD/I/E 1962, Regie: Frank Wisbar, mit Stewart Granger, Dietmar Schönherr, Peter Carsten und Dorian Gray.
- Der Fall Kapitän Behrens – Fremdenlegionäre an Bord, TV-BRD 1966, Regie: Wolfgang Staudte
- Beau Geste, Regie: Douglas Heyes, USA 1966
- Ist ja irre – In der Wüste fließt kein Wasser, Regie: Gerald Thomas, UK 1967
- The Last Remake of Beau Geste, Regie: Marty Feldman, USA 1977
- Marschier oder stirb, Regie: Dick Richards, USA/UK 1977
- La Légion saute sur Kolwezi, Regie: Raoul Coutard, F 1980
- Die Glorreichen, Regie: Henri Verneuil, F 1984 (mit Jean-Paul Belmondo)
- Diên Biên Phú – Symphonie des Untergangs, auch unter dem Titel Die Schlacht von Dien Bien Phu, Regie: Pierre Schoendoerffer, F 1992 (mit Donald Pleasence)
- Die 317. Sektion, Regie: Pierre Schoendoerffer, F 1964 (mit Jacques Perrin und Bruno Cremer)
- Dschungelzeit (Ngon Tháp Hà Noi), Regie: Jörg Foth, Tran Vu, DDR/Vietnam 1988.
- Leon, Regie: Sheldon Lettich, USA 1990
- Warheads, Regie: Romuald Karmakar, F/D 1993
- Der Legionär, Regie: Peter MacDonald, USA 1998 (mit Jean-Claude Van Damme)
- Alle meine Väter (Une chance sur deux), auch unter dem Titel Einer von beiden (Half a Chance), Regie: Patrice Leconte, F 1998 (mit Jean-Paul Belmondo und Alain Delon)
- Straight Shooter, Regie: Thomas Bohn, D 1999
- Beau Travail, Regie: Claire Denis, F 1999
- Deserter/Simon – An English Legionnaire, Regie: Martin Huberty, UK 2002
- Intimate Enemies – Der Feind in den eigenen Reihen, Regie: Florent Emilio Siri, F 2007
- Crossfire – Les Insoumis, Regie: Claude-Michel Rome, F 2008
- Djinns – Dämonen der Wüste, Regie: Hugues Martin, Sandra Martin, F und MA 2010 mit (Saïd Taghmaoui, Cyril Raffaelli und Aurélien Wiik)

## Fernsehdokumentationen
- In fremden Diensten. Deutsche Legionäre im Indochinakrieg, TV-D 2004, Regie: Marc Eberle, Länge 55 min.
- Ex-Fremdenlegionäre in der DDR. Vom Dschungelkrieg in den Plattenbau, TV-D 2007, Regie: Katja Herr, Länge 45 min.
- ZDFHistory. Mythos Fremdenlegion – Deutsche in Frankreichs Diensten, TV-D 2008
- Fremdenlegion – Die härteste Elitetruppe der Welt, TV-D 2018
- Fremdenlegion - dreiteilige Dokumentation à 45 Min., TV-D 2024/2025

### Deutschsprachig
- Werner A. Abendschön: 1825 Tage – Mit der Fremdenlegion auf zwei Kontinenten Epee Edition, Kehl am Rhein 2013, ISBN 978-3-943288-02-5.
- Paul Bonnecarrère: Frankreichs fremde Söhne Motorbuch Verlag, Stuttgart, 1987, ISBN 3-613-01144-1.
- Douglas Boyd: Die französische Fremdenlegion Aus dem Englischen übersetzt von Jürgen Rohweder. E. S. Mittler & Sohn, Hamburg 2009, ISBN 978-3-8132-0873-3.
- Thomas Gast: Die Legion – Mit dem 2e Rep in den Krisenherden dieser Erde Motorbuch Verlag, Stuttgart 2010, ISBN 978-3-613-03154-8.
- Thomas Gast: Guyana – Faszination Fremdenlegion Epee Edition, Kehl am Rhein 2013, ISBN 978-3-943288-19-3.
- Falko Heinz: Landau in der Pfalz und die französische Fremdenlegion 1945–1955 Verlag Regionalkultur, Heidelberg u. a. 2023, ISBN 978-3-95505-391-8.
- Peter Hornung: Die Legion – Europas letzte Söldner Meyster-Verlag, München 1982, ISBN 3-8131-8123-5.
- David Jordan: Die Geschichte der französischen Fremdenlegion von 1831 bis heute Motorbuch Verlag, Stuttgart 2006, ISBN 3-7276-7157-2.
- Terry Kajuko: Dien Bien Phu – Die Fallschirmjäger der Fremdenlegion in Indochina. Epee Edition, Kehl am Rhein 2014, ISBN 978-3-943288-26-1.
- Yers Keller: Die Fallschirmjäger der Fremdenlegion Motorbuch Verlag, Stuttgart 1998, ISBN 3-613-01902-7.
- Christian Koller: Die Fremdenlegion. Kolonialismus, Söldnertum, Gewalt 1831–1962 Verlag Ferdinand Schöningh, Paderborn 2013, ISBN 978-3-506-77563-4.
- Gerhard Kümmel: Von der Mehrheit zur Minderheit: Deutsche in der französischen Fremdenlegion In: Ders. (Hrsg.): Die Truppe wird bunter: Streitkräfte und Minderheiten (= Militär und Sozialwissenschaften. Bd. 47). Nomos, Baden-Baden 2012, ISBN 978-3-8329-7802-0, S. 73–82.
- Peter Macdonald: Fremdenlegion – Ausbildung, Bewaffnung, Einsatz Motorbuch Verlag, Stuttgart 1993, ISBN 3-613-01518-8.
- Eckard Michels:
  - Deutsche in der Fremdenlegion 1870–1965, Mythen und Realitäten Verlag Ferdinand Schöningh, Paderborn 2000, ISBN 3-506-74471-2.
  - Fremdenlegion. Geschichte und Gegenwart einer einzigartigen militärischen Organisation, Freiburg i.Br./Basel/Wien (Herder) 2020, ISBN 978-3-451-38533-9
- Andreas Margara: Geteiltes Land, geteiltes Leid. Geschichte der deutsch-vietnamesischen Beziehungen von 1945 bis zur Gegenwart, Berlin 2022, ISBN 978-3-947729-62-3
- Stefan Müller: Mythos Fremdenlegion – Mein Einsatz in der härtesten Armee der Welt Econ Verlag, Berlin 2015, ISBN 978-3-430-20191-9.
- Gerhard Neuenhoff: Deutsche Studenten und Fremdenlegionäre 1831 bis 1835 Einst und Jetzt, Bd. 30 (1985), S. 47–67.
- Hélie de Saint Marc: Die Wächter des Abends Edition Atlantis, Friedberg/Bay. 2000, ISBN 3-932711-51-3.
- Martin Specht: Heute trifft es vielleicht dich Ch. Links Verlag, Berlin 2014, ISBN 978-3-86153-760-1.
- Karl Schweyher: 1941–1943. Libyen – Ägypten – Tunesien. Afrika-Artillerie-Abteilung im Afrika-Regiment 361 und im Artillerie-Regiment 190 der 90. leichten Division. Von der französischen Fremdenlegion zur Deutschen Wehrmacht. Selbstverlag 1994.
- Walter Widmer: In der Hölle der Fremdenlegion – Tatsachenbericht Verlag Baumann-Druck, Schöftland 1955.
- Heinrich Pleticha, Siegfried Augustin: Lexikon der Abenteuer- und Reiseliteratur von Afrika bis Winnetou. Edition Erdmann in K. Thienemanns Verlag, Stuttgart, Wien, Bern 1999, ISBN 3-522-60002-9.
- Erwin Rosen: In der Fremdenlegion. Erinnerungen und Eindrücke. Erstdruck: Stuttgart, Robert Lutz, 1909, ISBN 3-86199-536-0

### Fremdsprachige Literatur
- Daniel Berger, Christian Portal: Mission profonde en Guyane avec la Légion Etrangère Edition Grancher, Paris 1984.
- Paul Bonnecarrère: Par le sang versé Editions livre de poche, Paris 1972, ISBN 2-253-00683-1.
- Pierre Dufour: La Légion en Algérie Editions Lavauzelle, Panazol 2002, ISBN 2-7025-0613-5.
- Pierre Dufour: La Légion étrangère 1939–1945 Heimdal, Bayeux 2000, ISBN 2-84048-130-8.
- Pierre Dufour: La Légion étrangère en Indochine 1945–1955 Lavauzelle, Paris 2001, ISBN 2-7025-0483-3.
- Dominique Farale: Mystérieuse Légion Etrangère de 1831 à nos jours D.I.E., Paris 2005, ISBN 2-914295-16-2.
- Étienne de Montety: Des hommes irréguliers Perrin, Paris 2006, ISBN 2-262-02423-5 (Biographie).
- Douglas Porch: The French Foreign Legion. A Complete History HarperCollins, London/New York 1991, ISBN 0-333-43427-7.
- Zbigniew Truszczyński: Afrykańskie wędrówki z Legią Cudzoziemską Bellona, Warszawa 2002, ISBN 83-11-09386-5.
- Henri Weill: Légionnaires Pascal Galodé éditeurs, Paris 2011, ISBN 978-2-35593-122-2.